# Presidência de George Washington
A presidência de George Washington iniciou-se em 30 de abril de 1789 [en], quando Washington foi empossado como o primeiro presidente dos Estados Unidos, e encerrou-se em 4 de março de 1797 [en]. Washington assumiu o cargo após a eleição presidencial de 1788–1789, a primeira eleição presidencial quadrienal do país, na qual foi eleito por unanimidade pelo Colégio Eleitoral. Washington foi reeleito por unanimidade na eleição presidencial de 1792 e optou por se aposentar após dois mandatos como presidente. Foi sucedido por seu vice-presidente, John Adams, do Partido Federalista.
Washington, que havia se destacado entre os pais fundadores dos Estados Unidos por seu papel como Comandante em chefe do Exército Continental durante a Guerra Revolucionária Americana e como presidente da Convenção de Filadélfia, era amplamente esperado para tornar-se o primeiro presidente dos Estados Unidos sob a nova Constituição dos Estados Unidos, apesar de seu desejo de se retirar da vida pública. Em seu primeiro discurso de posse [en], Washington expressou tanto sua relutância em aceitar a presidência quanto sua inexperiência com as funções da administração civil, embora tenha se mostrado um líder capaz.
Supervisionou o estabelecimento do novo governo federal dos Estados Unidos, nomeando todos os altos funcionários dos ramos poder executivo e judiciário e moldando diversas práticas políticas, além de definir o local da capital permanente dos Estados Unidos. Washington apoiou as políticas econômicas de Alexander Hamilton, que incluíam a assunção das dívidas dos governos estaduais pelo governo federal e a criação do Primeiro Banco dos Estados Unidos, da Casa da Moeda dos Estados Unidos e do Serviço de Alfândega dos Estados Unidos [en]. O Congresso aprovou as tarifas de 1789 e 1790 e um imposto sobre o consumo [en] sobre o whiskey para financiar o governo e, no caso das tarifas, enfrentar o desequilíbrio comercial com a Grã-Bretanha. Washington liderou pessoalmente soldados federais na repressão à Rebelião do whiskey, que surgiu em oposição às políticas de taxação de seu governo. Ele também dirigiu a Guerra Indígena do Noroeste, na qual os Estados Unidos estabeleceram controle sobre as tribos nativos americanos no Território do Noroeste. Na política externa, ele garantiu a tranquilidade interna e manteve a paz com as potências europeias em meio às Guerras Revolucionárias Francesas ao emitir a Proclamação da Neutralidade [en] em 1793. Além disso, assegurou dois tratados bilaterais importantes: o Tratado de Jay de 1794 com a Grã-Bretanha e o Tratado de San Lorenzo de 1795 com a Espanha, ambos fomentando o comércio e ajudando a garantir o controle do Velho Oeste. Para proteger a marinha mercante americana dos piratas da Barbária e outras ameaças, ele restabeleceu a Marinha dos Estados Unidos com o Ato Naval de 1794 [en].
Profundamente preocupado com o crescente partidarismo no governo e o impacto prejudicial que os partidos políticos poderiam ter sobre a frágil unidade da nação, Washington lutou ao longo de seus oito anos de presidência para manter as facções rivais unidas. Foi, e ainda é, o único presidente dos EUA que nunca se filiou formalmente a um partido político. Apesar de seus esforços, os debates sobre a política econômica de Hamilton, a Revolução Francesa e o Tratado de Jay aprofundaram as divisões ideológicas. Os apoiadores de Hamilton formaram o Partido Federalista, enquanto seus opositores se agruparam em torno do Secretário de Estado Thomas Jefferson e fundaram o Partido Democrata-Republicano. Embora tenha sido criticado por agravar o partidarismo que buscava evitar ao se associar a Hamilton, Washington é considerado por estudiosos e historiadores políticos como um dos maiores presidentes da história americana, geralmente classificado entre os três primeiros, ao lado de Abraham Lincoln e Franklin Delano Roosevelt.

## Eleições de 1788-1789
Após a Convenção Constitucional da Filadélfia de 1787, George Washington, voltou para sua propriedade, Mount Vernon, em Alexandria. Parecia ter a intenção de retomar sua aposentadoria e deixar que outros governassem o país com sua nova estrutura de governo. Entretanto, o público geral estadunidense, queria que Washington fosse o primeiro presidente da nação. A primeira campanha presidencial dos Estados Unidos foi, em essência, o que hoje seria chamado de esforço popular para convencer Washington a aceitar o cargo. Cartas chegaram a Mount Vernon – de populares, de ex-companheiros de armas e do outro lado do Atlântico – informando-o sobre o sentimento público e implorando que aceitasse. Gouverneur Morris pediu a Washington que aceitasse, escrevendo: “[Entre os] treze cavalos que estão prestes a ser acoplados, há alguns de todas as raças e características. Eles ouvirão sua voz e se submeterão ao seu controle. Portanto, você deve, eu digo, deve montar nesse assento”. Alexander Hamilton foi um dos mais dedicados em seus esforços para fazer com que Washington aceitasse a presidência, pois previa que receberia uma posição poderosa na administração federal.  O Conde de Rochambeau pediu a Washington que aceitasse, assim como o Marquês de Lafayette, que exortou Washington a “não negar sua aceitação do cargo de presidente nos primeiros anos”. Washington respondeu: “Deixe que sigam as buscas da ambição e da fama aqueles que têm um gosto mais aguçado por elas ou que podem ter mais anos guardados para desfrutá-las”. Em uma carta de outubro de 1788, Washington expôs ainda mais seus sentimentos em relação à eleição, declarando,
| “ | Eu ficaria sinceramente feliz, caso os Eleitores, ao darem seus votos a outra pessoa, me salvassem do temido dilema de ser forçado a aceitar ou recusar... Se isso não for possível – desejo ardentemente, em segundo lugar, descobrir a verdade e saber se não existe a probabilidade de que o governo seria igualmente feliz e eficazmente conduzido sem a minha ajuda. | ” |

Menos certa era a escolha para a vice-presidência, que continha pouca descrição definitiva do cargo na constituição. O único papel oficial do vice-presidente era o de ser presidente do Senado dos Estados Unidos, uma função não relacionada ao poder executivo, e sim, ao legislativo. A Constituição estipulava que o cargo seria concedido ao segundo colocado na eleição presidencial ou à pessoa com o segundo maior número de votos eleitorais. Por ser da Virgínia, Washington (que permaneceu neutro em relação aos candidatos) presumiu que um vice-presidente seria escolhido de Massachusetts para aliviar as tensões seccionais. Em uma carta de agosto de 1788, Thomas Jefferson escreveu que considerava John Adams, John Hancock, John Jay, James Madison e John Rutledge como candidatos à vice-presidência. Em janeiro de 1789, ao saber que Adams provavelmente ganharia a vice-presidência, Washington escreveu a Henry Knox, dizendo: “[Estou] inteiramente satisfeito com o arranjo para o preenchimento do segundo cargo”.
Os eleitores presidenciais de cada estado se reuniram na capital de seu estado em 4 de fevereiro de 1789 para votar no presidente. Como a eleição ocorreu antes da ratificação da Décima Segunda Emenda, cada eleitor deu dois votos para a presidência, embora os eleitores não pudessem dar os dois votos para a mesma pessoa. De acordo com os termos da constituição, o indivíduo que obtivesse o maior número de votos eleitorais se tornaria presidente, enquanto o indivíduo com o segundo maior número de votos eleitorais se tornaria vice-presidente. Os votos de cada estado eram selados e entregues ao Congresso para serem contados.
Antes que os votos fossem contados, Washington declarou sua disposição de servir e estava se preparando para deixar Mount Vernon rumo à cidade de Nova Iorque, a capital temporária da nação. Em 6 de abril de 1789, a Câmara e o Senado, reunidos em sessão conjuta [en], contaram os votos eleitorais e certificaram que Washington havia sido eleito presidente dos Estados Unidos com 69 votos eleitorais. Eles também certificaram que Adams, com 34 votos eleitorais, havia sido eleito vice-presidente. Os outros 35 votos eleitorais foram dispersos. Informado de sua eleição em 14 de abril,  Washington escreveu em uma carta a Edward Rutledge [en] que, ao aceitar a presidência, havia desistido de “todas as expectativas de felicidade particular neste mundo”.

## Início dos primeiros mandatos presidenciais e vice-presidenciais

Primeira posse de Washington, 30 de abril de 1789, Federal Hall, Cidade de Nova Iorque

O Congresso da Confederação havia estabelecido o dia 4 de março de 1789 como a data para o início das operações do novo governo federal sob a nova Constituição. Devido às enormes dificuldades das viagens de longa distância nos Estados Unidos no século XVIII, o Congresso não conseguiu atingir um quórum até abril. Washington e Adams foram certificados como eleitos.
Adams chegou a Nova Iorque em 20 de abril e tomou posse como vice-presidente no dia seguinte. Em seu caminho para a cidade de Nova Iorque, Washington foi recebido com triunfo em quase todas as cidades pelas quais passou, incluindo Alexandria em Virgínia; Georgetown [en]; Baltimore; Filadélfia; e Trenton. Chegou à cidade de Nova Iorque em 23 de abril, onde foi recebido pelo governador de Nova Iorque, George Clinton, além de muitos congressistas e cidadãos. Washington foi empossado como o primeiro presidente dos Estados Unidos em 30 de abril de 1789, no Federal Hall em Nova Iorque, na época a capital do país. Como os juízes dos tribunais federais ainda não haviam sido nomeados, o juramento presidencial foi administrado pelo Chanceler Robert R. Livingston, o mais alto oficial judicial do estado de Nova Iorque. Washington fez o juramento na sacada do segundo andar do prédio, por causa da multidão de pessoas reunidas nas ruas. A Bíblia utilizada por George [en] foi aberta aleatoriamente com Gênesis 49:13 (“Zebulom habitará no porto do mar; e ele será um porto de navios; e sua fronteira será até Sídon”). Depois disso, Livingston gritou: “Viva George Washington, presidente dos Estados Unidos!” O historiador John Richard Alden [en] indica que Washington acrescentou as palavras “que Deus me ajude” ao juramento prescrito pela Constituição.

## Eleição de 1792
À medida que a eleição presidencial de 1792 se aproximava, Washington, satisfeito com o progresso de sua administração em estabelecer um governo federal forte e estável, esperava se aposentar ao invés de buscar um segundo mandato. Reclamava de velhice, doenças, as disputas internas que assolavam seu gabinete e a crescente hostilidade da imprensa partidária. Os membros de seu gabinete — especialmente Jefferson e Hamilton — trabalharam diligentemente durante o verão e o outono para convencer Washington a não se aposentar. Eles o informaram sobre o impacto potencial que as Guerras Revolucionárias Francesas poderiam ter no país e insistiram que apenas alguém com sua popularidade e moderação poderia liderar a nação de maneira eficaz durante os tempos voláteis que se avizinhavam. Ao final, "Washington nunca anunciou sua candidatura na eleição de 1792", escreveu John Ferling em seu livro sobre Washington, "ele simplesmente nunca disse que não consideraria um segundo mandato".

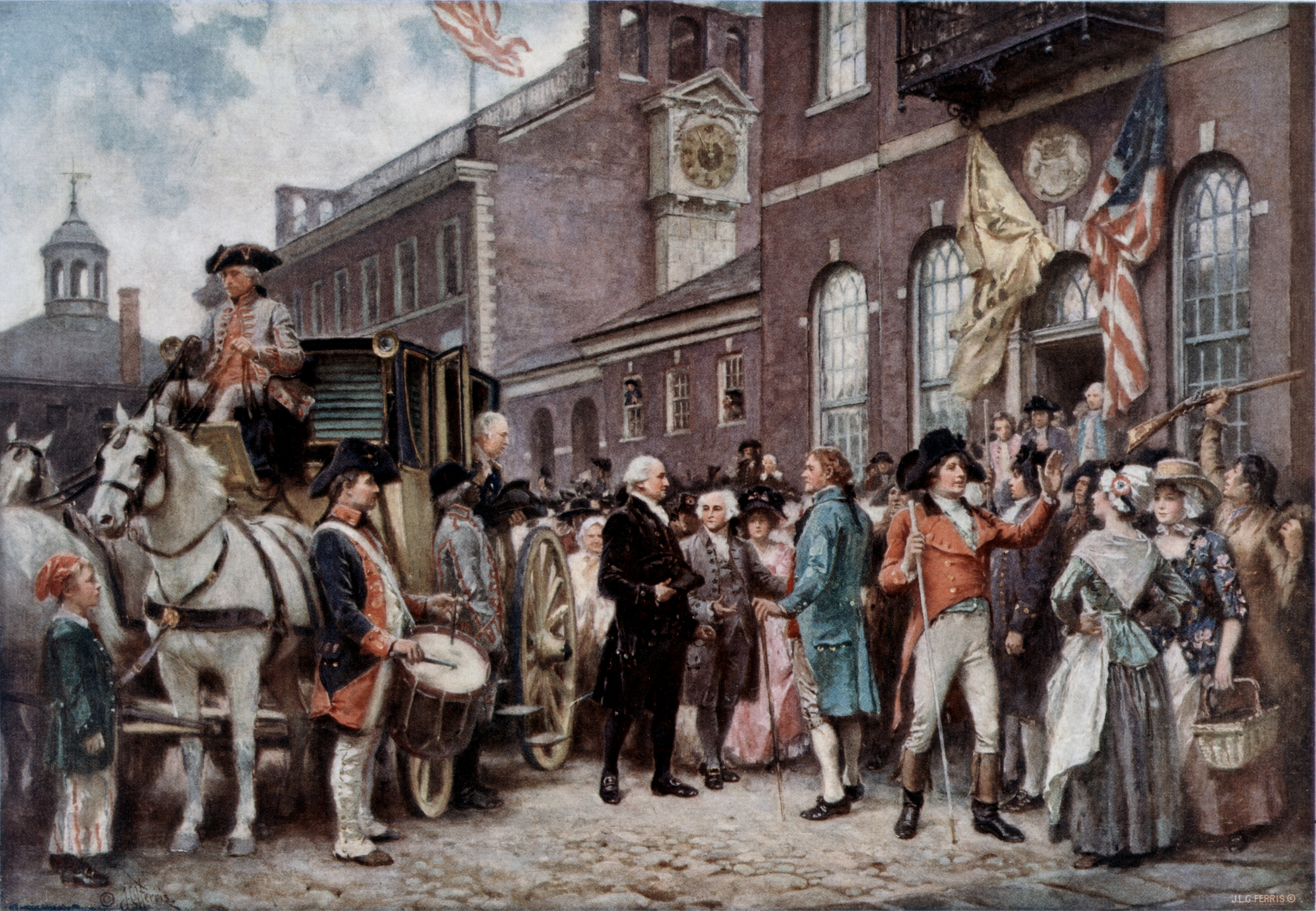
Washington chegando ao Congress Hall na Filadélfia para prestar o juramento presidencial pela segunda vez, em 4 de março de 1793

As eleições de 1792 foram as primeiras na história dos EUA a serem disputadas com algo que se assemelhava a uma base partidária. Em muitos estados, as eleições para o Congresso eram reconhecidas de alguma forma como uma "luta entre o Departamento do Tesouro e o interesse republicano", como escreveu o estrategista de Jefferson, John Beckley [en]. Como poucos duvidavam de que Washington receberia o maior número de votos eleitorais, a vice-presidência tornou-se o foco da atenção popular. A especulação também tendia a se organizar ao longo de linhas partidárias — os hamiltonianos apoiavam Adams e os jeffersonianos favoreciam o governador de Nova Iorque, George Clinton. Ambos eram tecnicamente candidatos à presidência competindo contra Washington, já que as regras eleitorais da época exigiam que cada eleitor presidencial votasse duas vezes sem distinguir qual era para presidente e qual para vice-presidente. O candidato que recebesse mais votos se tornaria presidente, e o segundo colocado, vice-presidente. Washington foi reeleito presidente por unanimidade, recebendo 132 votos eleitorais (um de cada eleitor), e Adams foi reeleito vice-presidente, recebendo 77 votos. Os outros 55 votos eleitorais foram divididos entre: George Clinton (50), Thomas Jefferson (4) e Aaron Burr (1). A segunda posse de Washington [en] ocorreu na Câmara do Senado do Congress Hall [en] na Filadélfia, Pensilvânia, em 4 de março de 1793. 
O juramento presidencial foi administrado pelo juiz associado da Suprema Corte William Cushing. O discurso inaugural de Washington teve apenas 135 palavras, sendo o mais curto de todos. A inauguração breve e simples foi vista como um contraste marcante com a de 1789, que foi percebida por muitos como quase uma coroação monárquica. Embora seu segundo mandato tenha começado simultaneamente com o de Washington, John Adams foi empossado para esse período em 2 de dezembro de 1793, quando o Senado se reuniu novamente, na Câmara do Senado do Congress Hall. O juramento de posse foi administrado pelo presidente provisório do Senado, John Langdon.

## Administração

### Gabinete

Retrato de Washington

A nova Constituição autorizou o presidente a nomear chefes de departamentos executivos com o consentimento do Senado. Três departamentos existiam sob os Artigos da Confederação: o Departamento de Guerra, o Ministério de Relações Exteriores e o Superintendente de Finanças Públicas dos Estados Unidos [en]. O Ministério de Relações Exteriores foi restabelecido em 27 de julho de 1789 e seria renomeado para Departamento de Estado em setembro. O Departamento de Guerra foi mantido em 7 de agosto, enquanto o Escritório de Finanças foi renomeado como Departamento do Tesouro no dia 2 de setembro. O Congresso também considerou a possibilidade de criar um Home Department para supervisionar os assuntos dos indígenas americanos, a preservação de documentos do governo e outros assuntos, mas as funções do departamento proposto foram incorporadas ao Departamento de Estado.  Em setembro de 1789, o Congresso estabeleceu os cargos de Procurador-Geral, para atuar como principal consultor jurídico do presidente, e de Diretor-Geral, para atuar como chefe do serviço postal.  Inicialmente, Washington reuniu-se individualmente com os líderes dos departamentos executivos e com o procurador-geral, mas começou a realizar reuniões conjuntas em 1791, sendo que a primeira reunião ocorreu em 26 de novembro. Os quatro cargos de Secretário de Guerra, Secretário de Estado, Secretário do Tesouro e Procurador-Geral ficaram conhecidos coletivamente como gabinete, e Washington realizou reuniões regulares do gabinete durante seu segundo mandato.
Edmund Randolph tornou-se o primeiro Procurador-Geral, enquanto Henry Knox permaneceu como chefe do Departamento de Guerra. Washington inicialmente ofereceu o cargo de Secretário de Estado dos Estados Unidos a John Jay, que atuava como Secretário de Assuntos Externos desde 1784 e exercia o cargo de Secretário de Estado interino. Após Jay expressar sua preferência por uma nomeação judicial, Washington escolheu Thomas Jefferson como o primeiro Secretário de Estado permanente. Para o cargo chave de Secretário do Tesouro dos Estados Unidos, que seria responsável por supervisionar a política econômica, Washington escolheu Alexander Hamilton, depois que sua primeira escolha, Robert Morris, recusou. Morris recomendou Hamilton, escrevendo: "Mas, meu caro general, você não perderá nada com minha recusa ao cargo de secretário do Tesouro, pois posso recomendar alguém muito mais habilidoso do que eu para ser seu ministro das finanças, seu ajudante de ordens, o Coronel Hamilton". O gabinete inicial de Washington consistia em um representante da Nova Inglaterra (Knox), um dos estados do Médio Atlântico (Hamilton) e dois do Sul (Jefferson e Randolph).
Washington se considerava especialista tanto em assuntos externos quanto no Departamento de Guerra e, como tal, segundo Forrest McDonald [en], "ele atuava, na prática, como seu próprio Secretário de Assuntos Externos e Secretário de Guerra". Jefferson deixou o gabinete no final de 1793, e foi substituído por Randolph, enquanto William Bradford [en] assumiu o cargo de Procurador-Geral. Assim como Jefferson, Randolph tendia a favorecer os franceses em assuntos exteriores, mas exercia pouca influência no gabinete. Knox, Hamilton e Randolph deixaram o gabinete durante o segundo mandato de Washington; Randolph foi forçado a renunciar durante o debate sobre o Tratado de Jay. Timothy Pickering sucedeu Knox como Secretário de Guerra, enquanto Oliver Wolcott [en] tornou-se Secretário do Tesouro e Charles Lee [en] assumiu o cargo de Procurador-Geral. Em 1795, Pickering tornou-se Secretário de Estado, e James McHenry substituiu Pickering como Secretário de Guerra.
Hamilton e Jefferson tiveram o maior impacto nas deliberações do gabinete durante o primeiro mandato de Washington. Suas profundas diferenças filosóficas os colocaram em oposição desde o início, e eles frequentemente divergiam sobre questões econômicas e de política externa. Com a saída de Jefferson, Hamilton passou a dominar o gabinete, e permaneceu muito influente dentro da administração, mesmo após deixar o gabinete durante o segundo mandato de Washington para exercer a advocacia na cidade de Nova Iorque.

### Vice-presidência

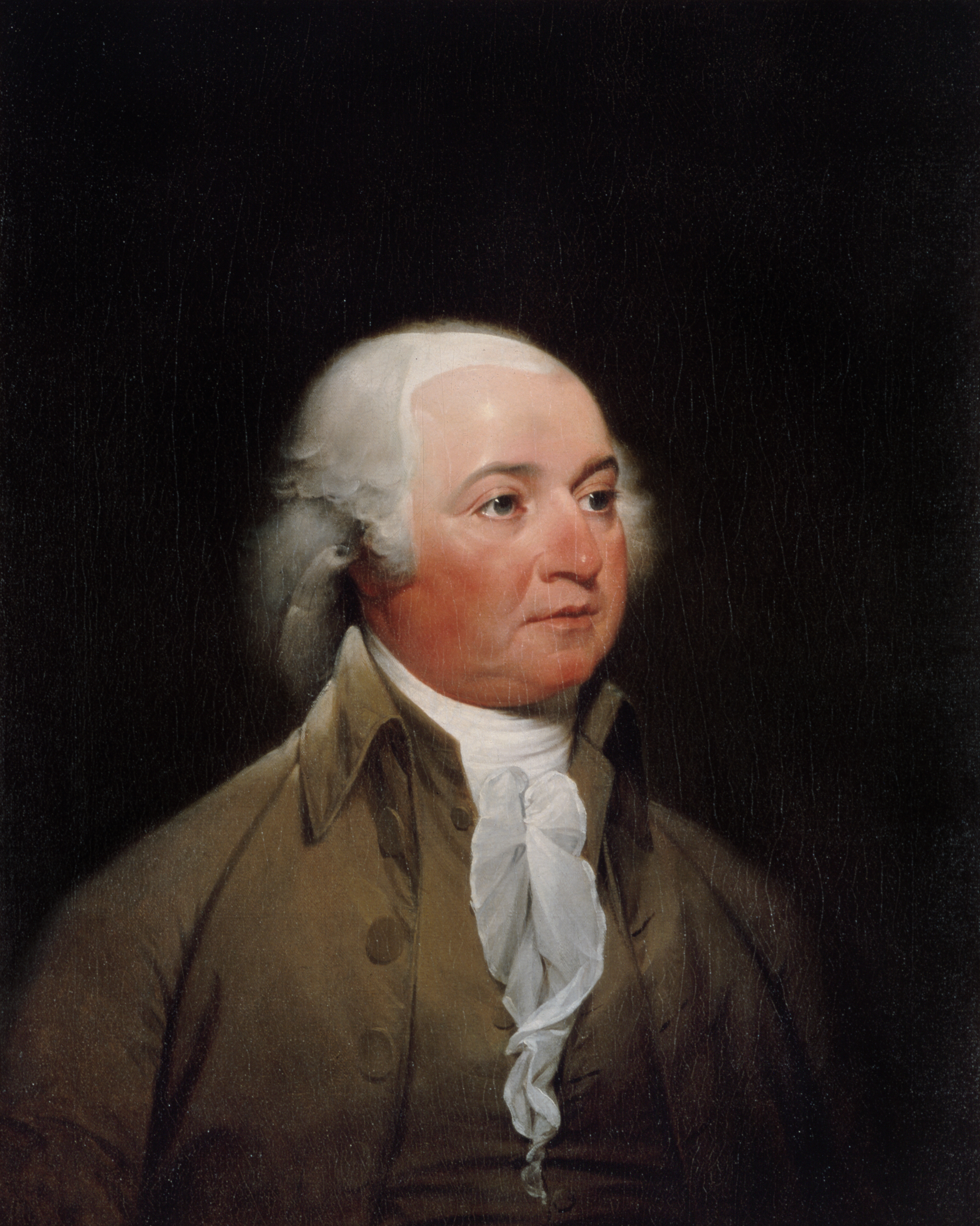
Vice-presidente John Adams por John Trumbull

Durante seus dois mandatos como vice-presidente, Adams participou de poucas reuniões de gabinete, e o presidente raramente buscava seu conselho. No entanto, segundo o biógrafo de Adams, o historiador John E. Ferling, "os dois homens, em conjunto, realizaram muitas mais atividades cerimoniais do que seria provável para um presidente e vice-presidente contemporâneos". No Senado, Adams teve um papel mais ativo, especialmente durante seu primeiro mandato. Frequentemente participava dos debates no Senado. Em ao menos uma ocasião, Adams persuadiu senadores a votarem contra uma legislação à qual ele se opunha e frequentemente discursava sobre questões de procedimento e política. Em sua atuação a frente do Senado, proferiu vinte e nove votos de minerva [en].
Sua primeira incursão no âmbito legislativo ocorreu logo após assumir o cargo, durante os debates no Senado sobre os títulos para o presidente e os oficiais executivos do novo governo. Embora a Câmara dos Representantes tenha concordado rapidamente que o presidente deveria ser tratado simplesmente como George Washington, Presidente dos Estados Unidos, o Senado debateu a questão por um longo período. Adams favorecia a adoção do estilo de Alteza (bem como o título de Protetor de Suas [dos Estados Unidos] Liberdades) para o presidente. Outros preferiam a variação Alteza Eleitoral ou o menor Excelência. Os anti-federalistas [en] se opuseram ao tom monárquico de todos esses termos. Todos, exceto três senadores, eventualmente concordaram com Sua Alteza o Presidente dos Estados Unidos e Protetor dos Direitos do Mesmo. No final, Washington cedeu às várias objeções e a Câmara decidiu que o título de "Mr. Presidente" seria utilizado.
Embora Adams tenha trazido energia e dedicação à cadeira de Presidente do Senado dos Estados Unidos, considerava a tarefa "não totalmente adaptada ao meu caráter". Sempre cauteloso quanto a ultrapassar os limites constitucionais da vice-presidência ou a interferir nas prerrogativas presidenciais, Adams frequentemente acabava lamentando o que via como a "completa insignificância" de sua situação. Para sua esposa, Abigail, ele escreveu: "Meu país, em sua sabedoria, concebeu para mim o cargo mais insignificante que já foi inventado pelo homem... ou que sua imaginação concebeu; e como não posso fazer nem o bem nem o mal, devo ser levado pelos outros e enfrentar o destino comum".

### Primeiro veto presidencial
A Constituição dos Estados Unidos concedeu ao presidente o poder de veto sobre a legislação, mas Washington relutava em interferir nos assuntos legislativos e exerceu esse poder apenas duas vezes. Washington utilizou pela primeira vez seu poder de veto em 5 de abril de 1792, para impedir que uma lei de redistribuição proporcional [en] dos votos fosse sancionada. O projeto redistribuiria os assentos da Câmara dos Representantes entre os estados de uma forma que Washington considerava inconstitucional. Após tentar, sem sucesso, anular o veto, o Congresso redigiu uma nova legislação, a Apportionment Act of 1792, que Washington sancionou em 14 de abril.

### Salário
Em 24 de setembro de 1789, o Congresso votou a favor de pagar ao presidente um salário anual de 25 mil dólares e ao vice-presidente um salário anual de 5 mil dólares. O salário de Washington equivalia a dois por cento do orçamento federal [en] total em 1789.

## Nomeações judiciais

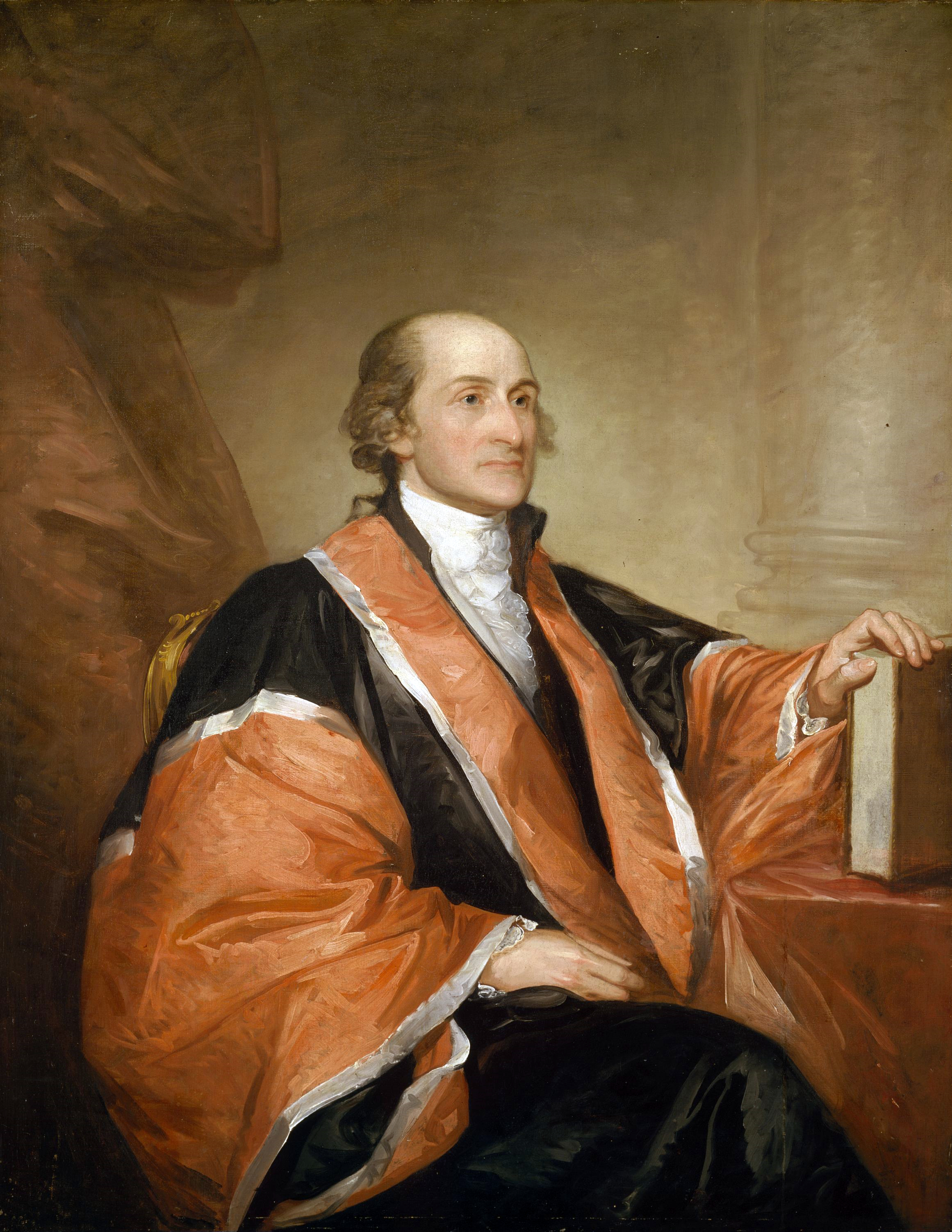
John Jay,primeiro presidente da Suprema Corte dos Estados Unidos.

O Artigo Terceiro da Constituição estabeleceu a Suprema Corte do país, porém deixou diversas questões a critério do Congresso ou do presidente. Questões não resolvidas incluíam o tamanho do órgão, a identidade dos primeiros juízes da Suprema Corte, o número e a criação de tribunais federais abaixo da Suprema Corte e a relação entre tribunais estaduais e federais. Em setembro de 1789, o Congresso aprovou o lei do judiciário de 1789 [en], escrito principalmente pelo senador de Connecticut Oliver Ellsworth. Por meio da lei do judiciário, o Congresso estabeleceu uma Suprema Corte com seis membros, composta por um chefe de justiça e cinco juízes associados. A lei também criou treze distritos judiciais, junto com tribunais distritais e tribunal de circuitos [en] para cada distrito.
Como primeiro presidente, Washington foi responsável por nomear todos os membros da Suprema Corte, preenchendo mais vagas no tribunal do que qualquer outro presidente na história do país. Em 24 de setembro de 1789, Washington nomeou John Jay como o primeiro chefe de justiça e posteriormente, nomeou John Rutledge, William Cushing, James Wilson, John Blair e Robert Harrison como primeiros juízes associados. Todos foram rapidamente confirmados pelo Senado, mas após Harrison recusar a nomeação, Washington nomeou James Iredell em 1790. O primeiro mandato da Corte começou em 2 de fevereiro de 1790, no Royal Exchange [en] na cidade de Nova Iorque. Sem casos na pauta e com poucos assuntos urgentes (algumas questões processuais foram decididas e vinte e seis advogados foram admitidos à barra federal), o mandato durou apenas oito dias.
Conforme os juízes associados deixavam o tribunal nos anos seguintes, Washington nomeou Thomas Johnson, William Paterson e Samuel Chase para a corte. Jay renunciou ao cargo de chefe de justiça em 1795 e foi substituído por Rutledge, que recebeu uma nomeação temporária como chefe de justiça. Rutledge serviu por seis meses, mas renunciou após sua nomeação ser rejeitada pelo Senado em dezembro de 1795 [en]; Rutledge havia alienado vários senadores com suas críticas ao Tratado de Jay. Após a rejeição da nomeação de Rutledge, Washington nomeou Oliver Ellsworth como o terceiro chefe de justiça dos Estados Unidos.
A lei do Judiciário também criou 13 distritos judiciais dentro dos 11 estados que haviam ratificado a Constituição, com Massachusetts e Virgínia divididos em dois distritos cada. Tanto a Carolina do Norte quanto Rhode Island foram adicionados como distritos judiciais em 1790, após ratificarem a Constituição, assim como os estados subsequentes admitidos à União pelo Congresso. A lei também estabeleceu os tribunais de circuito e os tribunais distritais dentro desses distritos. Os tribunais de circuito, que eram compostos por um juiz distrital e (inicialmente) dois juízes da Suprema Corte "em circuito", tinham jurisdição sobre crimes mais graves e casos civis, além de jurisdição de apelação sobre os tribunais distritais, enquanto os tribunais distritais de um único juiz tinham jurisdição primária sobre casos de direito marítimo e crimes menores. Os tribunais de circuito foram organizados em três regiões geográficas, com os juízes sendo designados em um sistema de rodízio. Durante seus dois mandatos, Washington nomeou um total de 38 juízes para os tribunais distritais federais.

## Assuntos internos

### Seleção de capital permanente nos Estados Unidos
O tema de uma capital permanente foi discutido várias vezes, mas o Congresso Continental nunca conseguiu concordar sobre um local devido a lealdades regionais e tensões. A cidade de Nova Iorque servia como capital temporária do país desde 1785, mas nunca foi destinada a ser a capital permanente. A cidade realizou várias melhorias para acomodar o novo governo, e o antigo City Hall foi remodelado por Pierre L'Enfant para se tornar o Federal Hall. A Constituição não especificava onde seria a capital permanente. O interesse em atrair a capital aumentou quando as pessoas perceberam os benefícios comerciais e o prestígio em jogo. Houve muitas manobras por coalizões interestaduais que se formavam e se dissolviam quase diariamente, enquanto o Congresso debatia a questão. Mais de 30 localidades, incluindo o Vale do Rio Hudson; Trenton em Nova Jérsia; Wilmington em Delaware; Baltimore em Maryland; Norfolk em Virgínia; e diversas cidades no estado da Pensilvânia foram sugeridas como possíveis sedes. No ano de 1789, as discussões se restringiram a um local no Rio Potomac próximo a Georgetown, a um local no Rio Susquehanna próximo de Wrights Ferry (atualmente Columbia, na Pensilvânia), e a um local no Rio Delaware perto de Germantown, na Pensilvânia. Ambos os locais na Pensilvânia quase obtiveram aprovação como sede permanente, mas divisões entre os dois senadores do estado, junto com manobras habilidosas do congressista James Madison, adiaram a decisão para 1790.

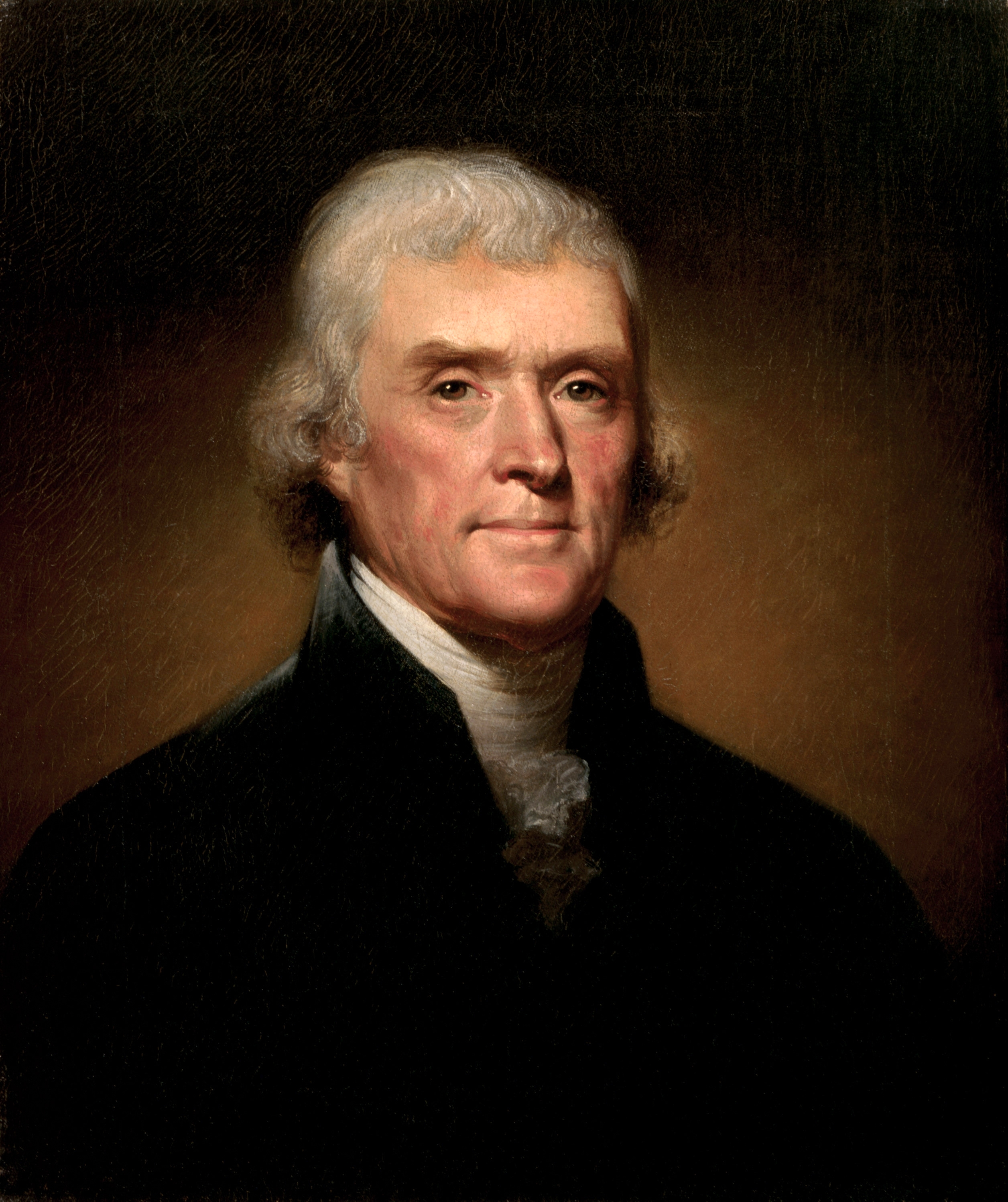
Secretário de Estado Thomas Jefferson

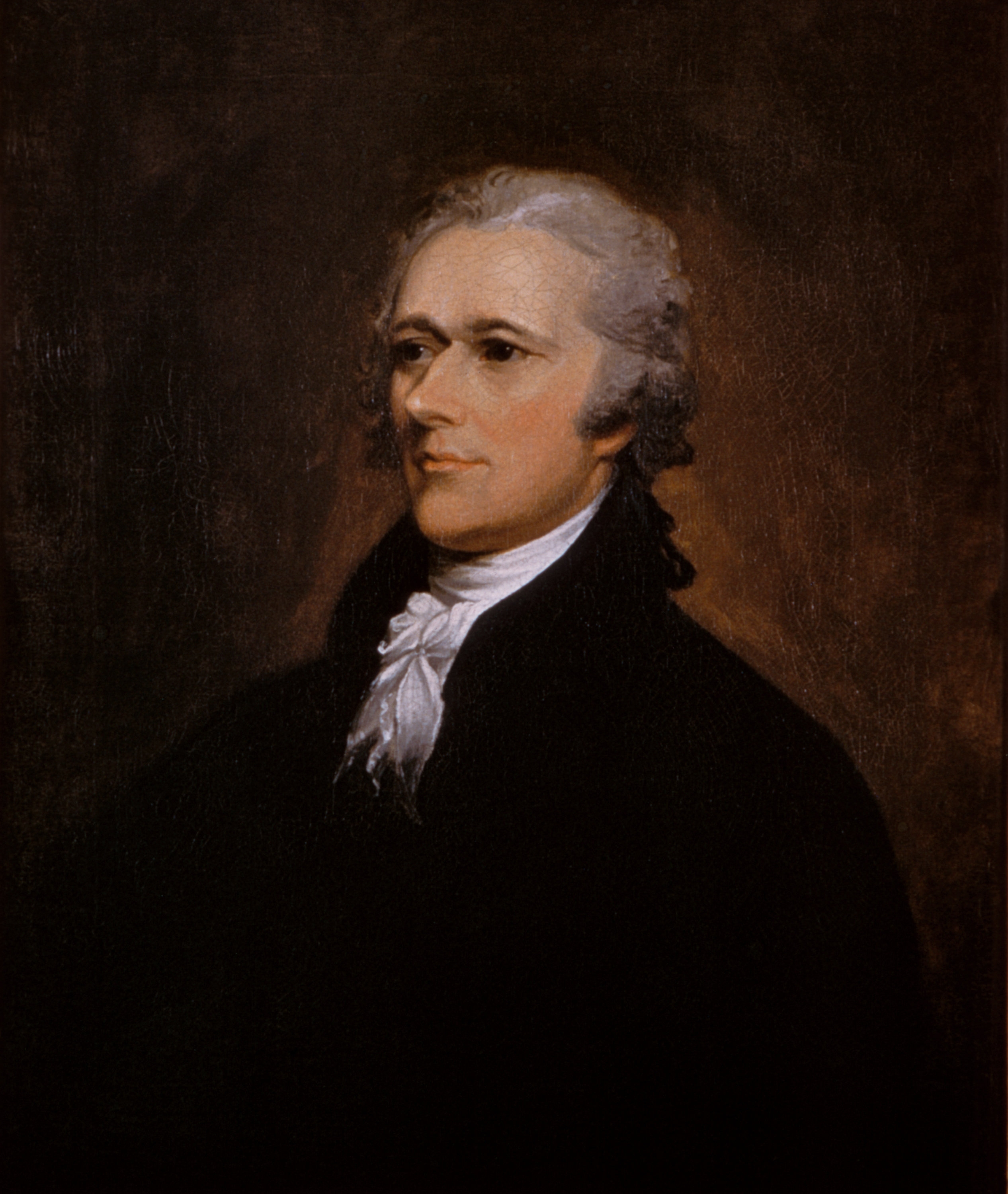
Secretário do Tesouro Alexander Hamilton

Washington, Jefferson e Madison apoiavam uma capital permanente em Potomac; Hamilton defendia uma capital temporária em Nova Iorque e uma capital permanente em Trenton, na Nova Jérsia. Ao mesmo tempo, a proposta de financiamento de Hamilton, que previa que o governo federal assumisse as dívidas contraídas pelos estados durante a Guerra de Independência, não conseguia apoio suficiente. Jefferson, sabendo que Hamilton precisava dos votos dos estados do sul para aprovar seu plano, e ciente de que a proposta do Potomac fracassaria sem apoio adicional do norte, aproveitou uma oportunidade durante um encontro com Hamilton para organizar um jantar informal, onde as partes interessadas poderiam discutir uma "acomodação mútua". O acordo alcançado, conhecido como o Compromisso de 1790, abriu caminho para a aprovação, em julho de 1790, do Ato da Residência [en], que transferia temporariamente a capital federal para Filadélfia por 10 anos, enquanto uma capital permanente era construída no Potomac. O plano de financiamento de Hamilton se tornou lei com a aprovação da lei de financiamento de 1790.
O Ato de Residência autorizou o presidente a selecionar um local específico ao longo do Potomac para a sede permanente do governo. Também o autorizou a nomear três comissários para inspecionar e adquirir propriedades para a nova cidade federal. Washington anunciou sua escolha de local em 24 de janeiro de 1791, e o planejamento para a nova cidade começou posteriormente. Washington supervisionou pessoalmente a construção até o final de seu mandato. No mês de setembro de 1791, os comissários batizaram a nova cidade de "Washington", em homenagem ao presidente, e o distrito foi denominado Colúmbia, um nome poético para os Estados Unidos muito usado na época.
A construção da Casa Branca (então chamada de "Casa do Presidente") começou em 1792. Washington lançou a pedra fundamental do Capitólio dos Estados Unidos (então chamado de "Casa do Congresso") em 18 de setembro de 1793. John Adams, sucessor de Washington, mudou-se para a Casa Branca em novembro de 1800; e, nesse mesmo mês, o Congresso realizou sua primeira sessão no Capitólio. Em fevereiro seguinte, o Congresso aprovou a lei orgânica do Distrito de Colúmbia de 1801 [en], que oficialmente organizou o Distrito de Columbia, nomeando o Congresso como a sua autoridade exclusiva de governo, de acordo com a Constituição.

### Tarifa de 1789
Uma das questões mais urgentes enfrentadas pelo primeiro congresso dos Estados Unidos [en] durante sua sessão inaugural foi como arrecadar receitas para o governo federal. Como os impostos diretos eram politicamente inviáveis, o Congresso recorreu ao uso de tarifas como principal fonte de financiamento. As medidas de origem protecionista existiam para defender a nascente indústria estadunidense ao aumentar o custo dos produtos importados, muitos dos quais vinham do Reino Unido. Cada região buscava termos favoráveis para as taxas aplicadas em diferentes mercadorias. Como o governo federal não conseguiria sequer pagar os salários de seus funcionários sem a aprovação do projeto, os membros do Congresso estavam fortemente motivados a chegar a um compromisso. Em julho, o Congresso finalmente aprovou a Tarifa de 1789 [en], que Washington sancionou. O ato criou um imposto uniforme sobre mercadorias transportadas por navios estrangeiros, ao mesmo tempo que estabeleceu um imposto bem menor sobre mercadorias transportadas por navios de propriedade americana. As tarifas estabelecidas por esse e outros atos subsequentes constituiriam a maior parte da receita do governo; mais de 87% das receitas do governo federal entre 1789 e 1800 vieram de impostos sobre importações.
Para permitir ao governo federal a cobrança dos impostos sobre importações, o Congresso também aprovou o Collection Act of 1789, que criou a  Alfândega e Proteção de Fronteiras dos EUA e designou os portos de entrada. Após um ano, o Serviço de Corte de Receita dos Estados Unidos [en] foi criada quando Washington sancionou uma legislação autorizando a construção de dez embarcações para aplicar as leis federais de tarifas e comércio e para prevenir o contrabando. Até o Congresso estabelecer o Departamento da Marinha dos Estados Unidos em 1798, a Revenue-Marine servia como a única força armada marítima do país. Renomeada um século depois como Revenue Cutter Service, ela e o Serviço de salva-vidas dos Estados Unidos [en] foram fundidos em 1915 para formar a Guarda Costeira dos Estados Unidos.

### Programa econômico hamiltoniano
Após a aprovação da Tarifa de 1789, diversos outros planos foram considerados para resolver os problemas de dívida durante a primeira sessão do Congresso, mas nenhum conseguiu obter apoio amplo. Em setembro de 1789, sem uma resolução à vista e com o fim da sessão se aproximando, o Congresso instruiu o Secretário do Tesouro, Alexander Hamilton, a preparar um relatório de crédito. Em seu primeiro relatório sobre o crédito público [en], Hamilton estimou que os governos federal e estaduais tinham uma dívida combinada de 79 milhões de dólares ; ele projetou que a receita anual do governo federal seria de 2 milhões e 800 mil dólares. Baseando-se nas ideias de Robert Morris e outros, Hamilton propôs o plano econômico mais ambicioso e de maior alcance já apresentado por um americano, defendendo a assunção das dívidas estaduais pelo governo federal e a emissão massiva de títulos públicos federais. Hamilton acreditava que essas medidas restaurariam a economia debilitada, garantiriam um estoque de moeda estável e adequado e facilitariam o empréstimo do governo federal durante emergências, como guerras. Também propôs resgatar os títulos promissórios emitidos pelo Congresso Continental durante a Revolução Americana a valor integral, estabelecendo assim o precedente de que o governo honraria o valor de seus títulos. A proposta de Hamilton enfrentou oposição de Madison, que relutava em recompensar os especuladores que haviam comprado muitos dos títulos promissórios a uma fração de seu valor após a guerra.
As delegações congressistas da Virgínia, Maryland e Geórgia, que possuíam dívidas menores ou inexistentes e cujos cidadãos efetivamente pagariam parte da dívida de outros estados se o governo federal assumisse a responsabilidade, estavam inclinadas a rejeitar a proposta. Muitos no Congresso argumentaram que o plano ultrapassava o poder constitucional do novo governo. James Madison liderou o esforço para bloquear a disposição e impedir a aprovação do plano. Outros alegaram que as dívidas deveriam ser repudiadas e que os Estados Unidos deveriam se recusar a pagá-las. Washington apoiava o plano de Hamilton, mas se recusou a se envolver no debate no Congresso, e a oposição aumentou na Câmara dos Representantes. O debate sobre a assunção das dívidas se entrelaçou com a discussão simultânea sobre o local da capital nacional. No Compromisso de 1790, o plano de assunção de Hamilton foi aprovado como o Funding Act of 1790, à medida que vários congressistas do Sul votaram a favor do projeto em troca de uma capital localizada às margens do Rio Potomac.
Mais tarde, em 1790, Hamilton apresentou um novo conjunto de recomendações em seu segundo relatório sobre crédito público [en]. O relatório defendia a criação de um banco nacional e a aplicação de um imposto sobre o consumo [en] sobre bebidas destiladas. O banco nacional proposto por Hamilton forneceria crédito para indústrias em crescimento, serviria como depósito de fundos do governo e supervisionaria uma moeda nacional única. Em resposta à proposta de Hamilton, o Congresso aprovou o cédula de crédito bancário de 1791 [en], estabelecendo o Primeiro Banco dos Estados Unidos. Madison e o Procurador-Geral Randolph pressionaram Washington a vetar o projeto como uma extensão inconstitucional do poder do governo federal. Washington, com dez dias para sancionar ou vetar o projeto, enviou suas objeções a Hamilton para comentários. Hamilton argumentou de maneira convincente que a Constituição concedia ao Congresso o poder de criar um banco nacional. Em sua argumentação afirmou que a Constituição garantia "poderes implícitos além dos poderes expressos" e que o governo seria paralisado se esses poderes não fossem reconhecidos e exercidos. Após receber a carta de Hamilton, Washington ainda tinha algumas dúvidas, mas, mesmo assim, sancionou o projeto naquela noite.
No ano seguinte, o Congresso aprovou a lei de moeda de 1792 [en], que criou a Casa da Moeda dos Estados Unidos e o dólar americano, regulando a cunhagem nos Estados Unidos. O historiador Samuel Eliot Morison aponta que o relatório de Hamilton de 1790 sobre o banco como o ponto de ruptura para Jefferson em relação a Hamilton. Jefferson temia que a criação do banco nacional levasse a uma desigualdade política, econômica e social, com os interesses financeiros do Norte dominando a sociedade americana da mesma forma que os aristocratas dominavam a sociedade europeia.
Em dezembro de 1791, Hamilton publicou o livro Relatório sobre manufaturas, que recomendava várias políticas projetadas para proteger [en] comerciantes e indústrias americanas, a fim de aumentar a riqueza nacional, atrair artesãos para imigrarem, promover a invenção de novas máquinas e empregar mulheres e crianças. Hamilton propôs projetos de infraestrutura supervisionados pelo governo federal, a criação de fábricas de munição estatais e subsídios para fábricas privadas, além da imposição de uma tarifa protecionista [en]. Embora o Congresso tenha adotado muitas das propostas anteriores de Hamilton, suas propostas para a manufatura não obtiveram apoio, mesmo no Norte mais industrializado, já que armadores tinham interesse no livre-comércio. Também surgiram questões sobre a a viabilidade constitucional dessas propostas, e opositores como Jefferson [en] temiam que a ampla interpretação de Hamilton da cláusula necessária e própria concedesse ao Congresso o poder de legislar sobre qualquer assunto.

### Rebelião do Whiskey
Apesar dos impostos de importação adicionais impostos pela tarifa de 1790 [en], um déficit federal significativo permaneceu, principalmente devido à assunção federal das dívidas estaduais relacionadas à Revolução sob a lei de Financiamento de 1790. Em dezembro de 1790, Hamilton acreditava que os impostos de importação, que eram a principal fonte de receita do governo, já haviam sido elevados ao máximo possível. Por isso, ele promoveu a aprovação de um imposto de imposto sobre o consumo [en] em bebidas alcoólicas destiladas domesticamente. Este seria o primeiro imposto cobrado pelo governo nacional sobre um produto interno. Tanto Hamilton quanto Madison acreditavam que um imposto sobre bebidas alcoólicas era o tributo menos impopular que o governo poderia aplicar naquele momento; um imposto direto sobre a terra seria ainda mais rejeitado entre a população. O imposto também recebeu o apoio de alguns reformadores sociais, que esperavam que ele desencorajasse o consumo de álcool. A lei dos Impostos sobre Bebidas Destiladas, conhecida popularmente como lei do whiskey, tornou-se lei em 3 de março de 1791 e entrou em vigor em 1º de junho.
O imposto sobre o whiskey foi amargamente e fortemente contestado na região fronteiriça desde o dia de sua aprovação. Os agricultores do Oeste consideravam o tributo injusto e discriminatório. Como o baixo Rio Mississippi estava fechado para o transporte estadunidense há quase uma década, os agricultores no oeste da Pensilvânia eram obrigados a transformar seu grão em whiskey. A substancial redução de volume resultante da destilação do grão em uísque diminuía consideravelmente o custo de transporte de suas colheitas para a populosa costa leste, o único lugar onde havia mercado para seus produtos. Em meados de 1794, o governo começou a reprimir a evasão fiscal, iniciando processos contra dezenas de destilarias.
Em 15 de julho de 1794, o coletor de impostos John Neville e seus escravos abriram fogo contra uma milícia que cercava sua casa, matando um membro da milícia. No dia seguinte, um grupo de milicianos que procuravam Neville atirou contra um grupo de soldados federais, causando baixas em ambos os lados. Após esse confronto, a milícia capturou um marechal federal e continuou a entrar em conflito com as forças federais. À medida que a notícia dessa rebelião se espalhava pela fronteira, uma série de medidas de resistência desorganizadas foi tomada, incluindo assaltos a correspondências, interrupção de processos judiciais e ameaças de um ataque a Pittsburgh.

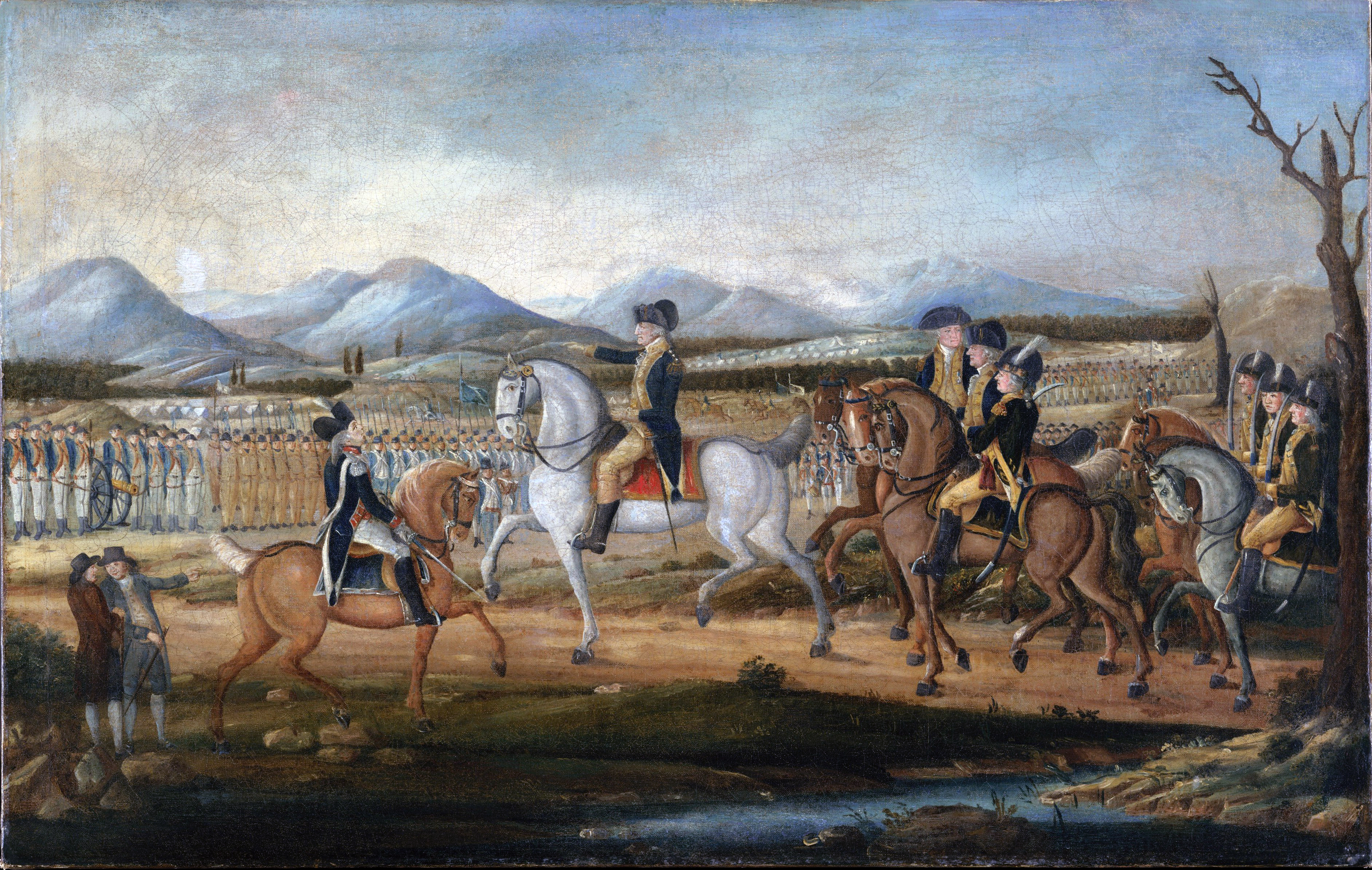
Ao liderar a milícia contra a Rebelião do Whiskey, Washington se tornou um dos dois únicos presidentes dos EUA em exercício a exercer autoridade no campo de batalha.

Alarmado com o que parecia ser uma insurreição armada no oeste da Pensilvânia, Washington pediu a seu gabinete opiniões por escrito sobre como lidar com a crise. Hamilton, Knox e o Procurador-Geral Bradford apoiavam o uso da milícia para reprimir a rebelião, enquanto o Secretário de Estado Randolph defendia uma reconciliação pacífica. Washington seguiu os conselhos de ambas as facções do gabinete – ele enviou comissários para se encontrarem com os rebeldes, ao mesmo tempo em que preparava soldados para marchar para o oeste da Pensilvânia. Quando o relatório final dos comissários recomendou o uso da milícia para impor as leis, o presidente invocou a lei da milícia de 1792 [en] para convocar as milícias da Pensilvânia, Virgínia e vários outros estados. Os governadores enviaram as tropas, e Washington assumiu o comando como Comandante-em-Chefe.
Washington comandou uma força de milícia de 12.950 homens, aproximadamente do mesmo tamanho que o Exército Continental sob seu comando durante a Guerra Revolucionária. Sob o comando pessoal de Washington, Hamilton e o herói da Guerra Revolucionária General Henry Lee III, o exército reuniu-se em Harrisburg e marchou para o oeste da Pensilvânia (para o que hoje é Monongahela, na Pensilvania) em outubro de 1794. A insurreição se desfez rapidamente, com pouca violência, e os movimentos de resistência se dispersaram. Os homens presos por rebelião foram encarcerados, um dos quais morreu, enquanto dois foram condenados por traição e sentenciados à morte por enforcamento. Mais tarde, Washington concedeu indulto a todos os envolvidos.
A repressão à Rebelião do Whiskey foi amplamente aprovada pela população. Essa foi a primeira vez que o novo governo foi diretamente desafiado, e, por meio de uma demonstração clara de autoridade federal, Washington estabeleceu o princípio de que a lei federal é a lei suprema do país, demonstrando que o governo federal tinha tanto a capacidade quanto a disposição de suprimir a resistência violenta às leis do país. A resposta do governo à rebelião foi, portanto, vista pela administração de Washington como um sucesso, uma visão que geralmente tem sido endossada pelos historiadores contemporâneos.

### Surgimento dos partidos políticos

Os federalistas usavam um cocar preto e branco como símbolo.

Inicialmente, Jefferson e Hamilton mantinham uma relação de trabalho amigável. Embora nunca tenham sido próximos, raramente entraram em conflito durante o primeiro ano do governo Washington. No entanto, profundas diferenças filosóficas logo causaram um distanciamento entre os dois e, finalmente, os separaram. Hamilton acreditava que um uso vigoroso do governo central era essencial para a construção da nação. Ele também defendia que "uma economia mercantil próspera criaria oportunidades para todos, resultando em um povo mais filantrópico, instruído e empreendedor". Para Jefferson, o governo centralizado era "simplesmente uma tirania no estilo europeu esperando para acontecer novamente". Ele idealizava os pequenos proprietários agrícolas, pois acreditava que esses "controlavam seus próprios destinos e, com isso, sustentariam uma república que, apoiada nos agricultores, manteria viva a chama sagrada da liberdade pessoal e virtude". Essas diferenças se manifestaram de maneira mais clara no debate sobre a criação do Banco dos Estados Unidos.
À medida que crescia a divisão entre defensores e críticos das políticas econômicas de Hamilton, Jefferson e Madison procuraram neutralizar a influência do jornal pró-Hamilton Gazette of the United States [en]. Eles convenceram Philip Freneau [en] a fundar a National Gazette [en] que reformulou a política nacional, não como uma batalha entre federalistas e anti-federalistas, mas como um debate entre aristocratas e republicanos. No final de 1792, observadores políticos começaram a perceber o surgimento de dois partidos distintos. Em maio de 1792, o próprio Hamilton escreveu: "O Sr. Madison, em cooperação com o Sr. Jefferson, está à frente de uma facção decididamente hostil a mim e à minha administração." Washington tentou reduzir a crescente tensão entre Jefferson e Hamilton e impedir a polarização partidária da política nacional, mas, no final de 1792, Jefferson e seus seguidores já não confiavam mais em Hamilton. A facção alinhada a Hamilton ficou conhecida como os federalistas, enquanto os aliados de Jefferson e Madison passaram a ser chamados de republicanos (frequentemente referidos como o Partido Democrata-Republicano para evitar confusão com o moderno Partido Republicano). Os líderes políticos de ambos os grupos, especialmente os federalistas, eram relutantes em rotular sua própria facção como um partido político. No entanto, blocos de votação distintos e consistentes surgiram no Congresso em 1793.
Os democratas-republicanos eram mais fortes no Sul do país, e muitos dos líderes do partido eram grandes proprietários de escravos dessa região. Além disso, o partido também atraía membros da classe média do Norte, como artesãos, pequenos agricultores e comerciantes de menor porte, que desejavam desafiar o poder das elites locais. Já os federalistas tinham amplo apoio na Nova Inglaterra, mas, em outras regiões, contavam principalmente com apoio de grandes comerciantes e proprietários de terras.

Os democratas-republicanos usavam um cocar vermelho, branco e azul como símbolo.

Embora as políticas econômicas tenham sido o principal fator motivador na divisão partidária inicial, a política externa também passou a desempenhar um papel importante. Apesar de a maioria dos americanos apoiar a Revolução Francesa antes da Execução de Luís XVI, alguns seguidores de Hamilton começaram a temer o radicalismo igualitário da revolução, à medida que esta se tornava mais violenta. Washington temia especialmente a entrada britânica na guerra, pois acreditava que a simpatia pela França e o ódio pela Grã-Bretanha levariam os Estados Unidos às Guerras Revolucionárias Francesas, o que arruinaria a economia americana. Em 1793, após a Grã-Bretanha entrar nas guerras revolucionárias francesas, surgiram várias sociedades democrático-republicanas [en]. Esses grupos, centrados na classe média de várias cidades do Leste, opunham-se às políticas econômicas de Hamilton e apoiavam a França. Os conservadores passaram a temer essas sociedades como movimentos populistas que buscavam reformular a ordem social. No mesmo ano, os britânicos começaram a apreender navios mercantes americanos que comercializavam com a França, alimentando o sentimento anti-britânico. À medida que Washington continuava buscando a paz com a Grã-Bretanha, críticos passaram a atacar o próprio presidente.
Após reprimir a Rebelião do Whiskey, Washington culpou publicamente as Sociedades Democrata-Republicanas pela revolta, e Jefferson passou a ver Washington como "o chefe de um partido" em vez de "o chefe de uma nação". Os seguidores de Hamilton, que se consolidaram no Partido Federalista, ficaram entusiasmados com as declarações de Washington e buscaram associar o partido intimamente a ele. A aprovação do Tratado de Jay acirrou ainda mais a guerra partidária, endurecendo as divisões entre federalistas e democratas-republicanos. Entre 1795 e 1796, as campanhas eleitorais — em nível federal, estadual e local — passaram a ser travadas principalmente ao longo de linhas partidárias entre os dois partidos nacionais, embora questões locais continuassem a influenciar as eleições e as afiliações partidárias permanecessem em constante mudança.

### Emendas constitucionais
O Congresso aprovou 12 emendas à Constituição dos Estados Unidos em 25 de setembro de 1789, estabelecendo garantias constitucionais específicas de liberdades pessoais e direitos, limitações claras ao poder do governo em processos judiciais e outras esferas, e declarações explícitas de que todos os poderes não especificamente delegados ao Congresso pela Constituição são reservados aos estados ou ao povo. As emendas foram enviadas para ratificação nas legislatura estadual [en]. A aprovação das emendas no Congresso foi liderada por James Madison. Anteriormente, Madison se opunha a modificar a Constituição, mas ele esperava evitar reformas mais abrangentes ao apresentar um conjunto próprio de emendas constitucionais. Com o apoio de Washington, Madison elaborou um pacote de emendas relativamente pouco controversas, que ganhou a adesão tanto de membros federalistas quanto de anti-federalistas no Congresso. O Congresso aprovou um pacote de emendas constitucionais que, em grande parte, foi baseado nas propostas originais de Madison, embora algumas ideias dele não tenham sido adotadas.
Embora alguns anti-federalistas continuassem a defender a convocação de uma nova convenção constitucional e ridicularizassem as emendas propostas, em 15 de dezembro de 1791, 10 das 12 emendas foram ratificadas pelo número necessário de estados (então 11) e se tornaram as Emendas de Um a Dez da Constituição; coletivamente, essas emendas são conhecidas como a Declaração dos Direitos dos Estados Unidos.
Em 4 de março de 1794, em resposta ao julgamento do caso Chisholm v. Georgia, o Congresso aprovou uma emenda à Constituição dos Estados Unidos para esclarecer os poderes judiciais sobre cidadãos estrangeiros e limitar a capacidade de cidadãos processarem os estados em tribunais federais e sob leis federais, enviando-a às legislaturas estaduais para ratificação. A Décima Primeira Emenda foi ratificada pelo número necessário de estados (então 12) em 7 de fevereiro de 1795, tornando-se parte integrante da Constituição.

### Escravidão
Em 1790, a Sociedade Abolicionista da Pensilvânia iniciou uma campanha de lobby inédita para abolir a escravidão. Seus esforços enfrentaram forte oposição de muitos congressistas do sul, que bloquearam qualquer tentativa de abolir uma instituição crucial para a economia das plantações. Após um debate acalorado, os líderes do Congresso decidiram arquivar as propostas sem submetê-las a votação, estabelecendo um precedente no qual o Congresso, de maneira geral, evitava discutir a escravidão. Durante o governo de Washington, o Congresso aprovou duas leis relacionadas à escravidão: a lei de escravos fugitivos de 1793 [en], que tornou crime federal auxiliar um escravo fugitivo e estabeleceu o sistema jurídico para a devolução de escravos fugidos a seus senhores; e a lei do comércio de escravo de 1794 [en], que limitava o envolvimento dos Estados Unidos no transporte de escravos ao proibir a exportação de escravos para fora do país.

### Guerra indígena do noroeste

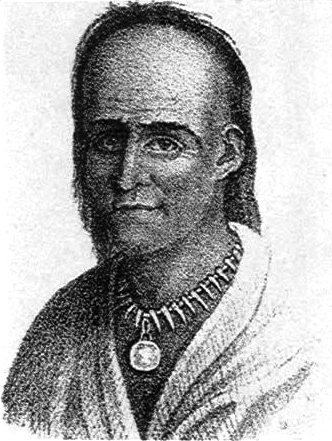
Little Turtle

Após a adoção da ordenança territorial de 1785 [en], colonos americanos começaram a se deslocar livremente para o oeste, atravessando as Montanhas Allegheny e adentrando terras ocupadas pelos povos nativos, territórios que a Grã-Bretanha havia cedido ao controle dos EUA ao final da Guerra Revolucionária Americana (o Território do Noroeste). Esses colonos encontraram forte resistência de uma confederação [en] de tribos indígenas, que responderam de maneira intensa e violenta. No ano de 1789, antes de Washington assumir a presidência, foi assinado o Tratado de Fort Harmar [en] para tratar das queixas das tribos. No entanto, esse acordo pouco fez para cessar a onda de violência nas fronteiras, provocada pelos confrontos entre colonos e indígenas. No ano seguinte, Washington instruiu o Exército dos Estados Unidos a impor a soberania americana. O Secretário da Guerra, Henry Knox, ordenou ao General de Brigada Josiah Harmar [en] que lançasse uma ofensiva contra os Shawnee e os Miami que viviam na região. Em outubro de 1790, Harmar reuniu 1.453 homens perto do local onde hoje está Fort Wayne, no estado da Indiana. Ele designou apenas 400 homens, sob o comando do Coronel John Hardin [en], para atacar um grupo de 1.100 guerreiros indígenas, que facilmente derrotaram as forças de Hardin [en]. Ao menos 129 soldados foram mortos.
Determinando-se a vingar a derrota, o presidente ordenou ao Major General Arthur St. Clair, então governador do Território do Noroeste, que organizasse um esforço mais vigoroso até o terceiro trimestre de 1791. Após uma série de contratempos com a obtenção de homens e suprimentos, St. Clair finalmente se preparou. Ao amanhecer de 4 de novembro de 1791, seu exército mal treinado, acompanhado por cerca de 200 seguidores de acampamento, estava acampado perto do local onde hoje se localiza a vila de Fort Recovery em Ohio. Uma força indígena de cerca de 2.000 guerreiros liderada por Little Turtle, Blue Jacket [en] e Tecumseh atacou com rapidez e força avassaladoras, imobilizando os americanos pelo medo e rapidamente rompendo suas defesas. O exército de St. Clair foi praticamente aniquilado [en] durante o confronto de três horas. A taxa de baixas americanas incluiu 632 dos 920 soldados e oficiais mortos (69%) e 264 feridos. Quase todos os 200 seguidores do acampamento foram mortos, totalizando aproximadamente 832 vítimas.

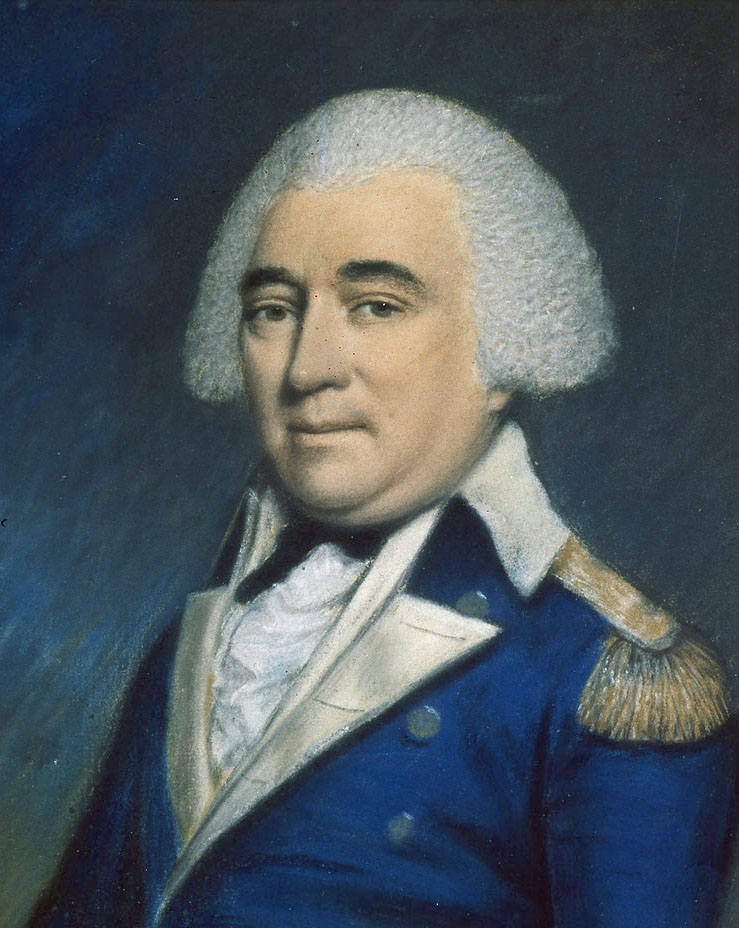
Anthony Wayne

Funcionários britânicos no Canadá Superior ficaram encantados e encorajados pelo sucesso dos nativos, a quem apoiavam e armavam há anos. Em 1792, o Tenente-Governador John Graves Simcoe propôs que todo o território, além de uma faixa de Nova Iorque e Vermont, fosse erguido como um estado-barreira indígena. Embora o governo britânico não tenha aceitado a proposta, informou à administração de Washington que não entregaria os fortes do Noroeste, mesmo que os Estados Unidos pagassem suas dívidas em atraso. Ademais, no início de 1794, os britânicos construíram um novo quartel, o Forte Miami [en], ao longo do Rio Maumee, como um sinal de presença e apoio à resistência.
Enfurecido pela notícia da derrota, Washington pressionou o Congresso a levantar um exército capaz de realizar uma ofensiva bem-sucedida contra a confederação indígena, o que foi feito em março de 1792, com a criação de mais regimentos (a Legião dos Estados Unidos [en]), alistamentos de três anos e aumento nos salários militares. No mês seguinte, a Câmara dos Representantes realizou audiências investigativas sobre o desastre, na primeira investigação especial conduzida pelo Congresso sob a Constituição federal.
Washington então colocou o Major General Anthony Wayne [en] no comando da Legião dos Estados Unidos e ordenou-lhe que lançasse uma nova expedição contra a Confederação Ocidental. Wayne passou meses treinando suas tropas e, em 1794, o exército conseguiu uma vitória decisiva na Batalha de Fallen Timbers. Isso abriu caminho para o Tratado de Greenville de 1795, consolidando o controle dos EUA sobre o território.
Em seguida, Washington colocou o Major-General "Mad" Anthony Wayne no comando da Legião dos Estados Unidos e ordenou que ele lançasse uma nova expedição contra a Confederação Ocidental. Wayne passou meses treinando suas tropas na primeira instalação formal de treinamento básico do exército, localizada em Legionville [en], na Pensilvânia, ensinando habilidades militares, táticas de guerra em florestas e disciplina. Depois, ele conduziu suas tropas para o oeste. No final de 1793, a Legião começou a construção do Forte Recovery [en] no local da derrota de St. Clair e, em 30 de junho – 1º de julho de 1794, defendeu-o com sucesso de um ataque de indígenas americanos [en] liderado por Little Turtle.

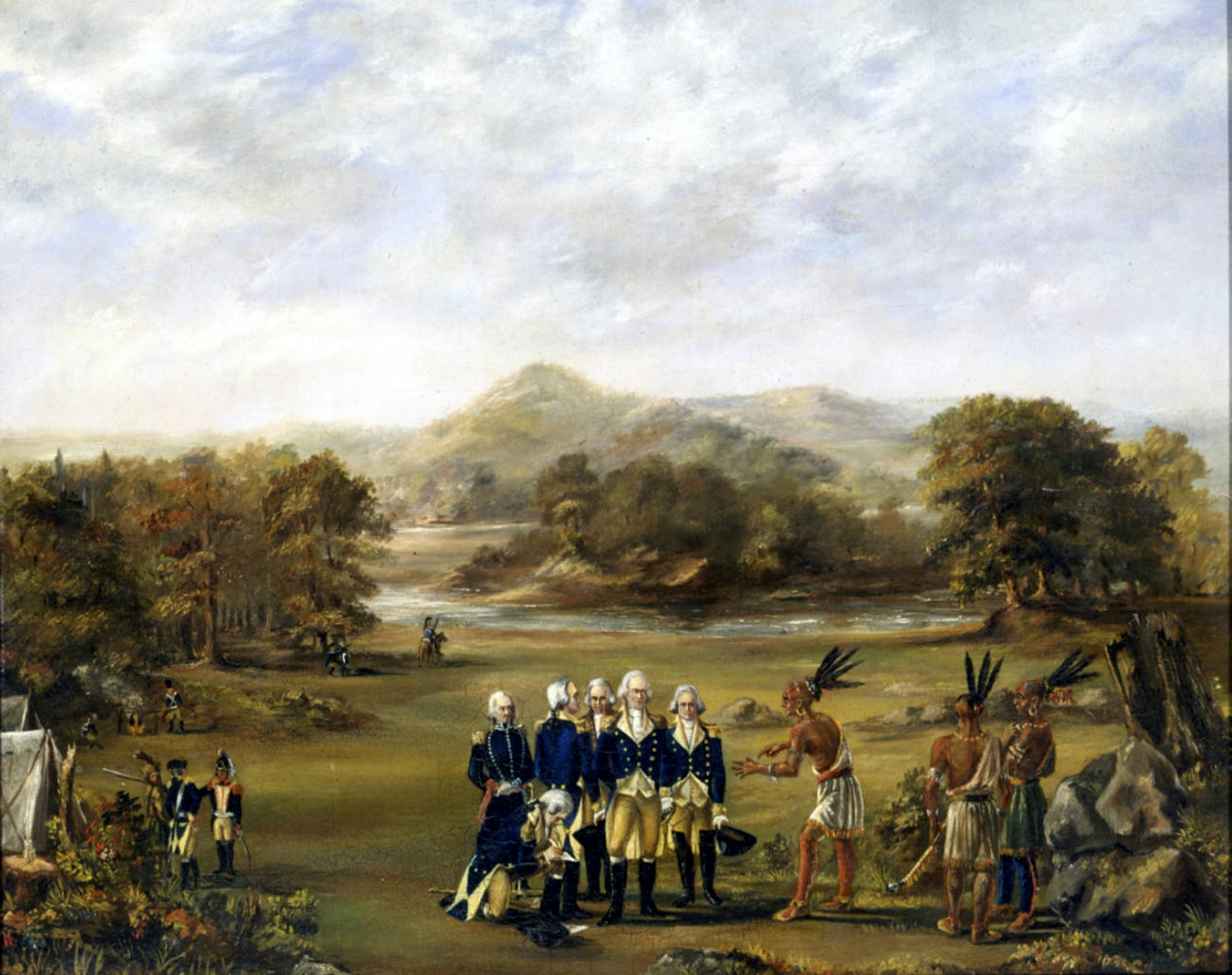
Óleo sobre tela representando as negociações do Tratado de Greenville, que encerrou a Guerra Indígena do Noroeste

Tomando a ofensiva, a legião marchou para o norte pela floresta e, ao chegar à confluência dos rios Auglaize [en] e Maumee —cerca de 45 milhas (72 km) a sudoeste do Forte Miami— em 8 de agosto, construiu o Forte Defiance [en], uma paliçada com bastiões. Lá, Wayne ofereceu a paz, que foi recusada. Os soldados de Wayne avançaram em direção ao Forte Miami e, em 20 de agosto de 1794, encontraram as forças da confederação indígena lideradas por Blue Jacket, no que ficou conhecido como a Batalha de Fallen Timbers. O primeiro ataque à Legião de Wayne foi bem-sucedido, mas as tropas conseguiram se reagrupar rapidamente e pressionaram o ataque com uma carga de baionetas. A cavalaria flanqueou os guerreiros de Blue Jacket, que foram facilmente derrotados. Eles fugiram em direção ao Forte Miami, mas ficaram surpresos ao encontrar os portões fechados contra eles. O comandante britânico do forte recusou-se a ajudá-los, relutante em iniciar uma guerra com os Estados Unidos. O exército de Wayne obteve uma vitória decisiva. Os soldados levaram dias destruindo as aldeias e plantações indígenas próximas, antes de se retirarem. Com as fronteiras fechadas por seus antigos aliados, a resistência indígena rapidamente colapsou. Delegados das várias tribos da confederação, totalizando 1130 pessoas, reuniram-se para uma conferência de paz em Forte Greene Ville em junho de 1795. A conferência durou seis semanas e resultou, em 3 de agosto de 1795, no Tratado de Greenville entre as tribos reunidas e os "15 fogos dos Estados Unidos". Sob seus termos, as tribos cederam a maior parte do que é atualmente o estado de Ohio para assentamento americano, reconheceram os Estados Unidos (em vez da Grã-Bretanha) como a potência dominante na região e entregaram dez chefes ao governo dos Estados Unidos como reféns até que todos os prisioneiros brancos fossem devolvidos. Isso, juntamente com o recentemente assinado Tratado de Jay, que previa a retirada britânica dos fortes pré-Revolução na região que ainda não haviam sido entregues, solidificou a soberania dos EUA sobre o Território do Noroeste. Acreditando que os nativos estavam à beira da extinção devido ao assentamento descontrolado de brancos em terras protegidas, Washington e Knox buscaram assimilá-los à sociedade americana. No Sudoeste, Washington perseguiu essa política de assimilação por meio de tratados como o Tratado de Nova Iorque [en] e o Tratado de Holston [en].

## Relações exteriores

### Revolução Francesa

#### Debate público

A tomada da Bastilha em 14 de julho de 1789 marcou o início da Revolução Francesa. O presidente Washington manteve os Estados Unidos neutros durante o conflito.

Com a Tomada da Bastilha em 14 de julho de 1789, a Revolução Francesa foi conflagrada. O público estadunidense, lembrando da ajuda fornecida pelos franceses durante a Guerra Revolucionária Americana, demonstrou grande entusiasmo e esperava por reformas democráticas que solidificassem a aliança franco-americana e transformassem a França em uma aliada republicana contra a Grã-Bretanha aristocrática e monárquica. Pouco depois da queda da Bastilha, a chave principal da prisão foi entregue ao Marquês de Lafayette, um francês que havia servido sob o comando de Washington durante a Guerra Revolucionária Americana. Em um gesto de otimismo quanto ao sucesso da revolução, Lafayette enviou a chave a Washington, que a exibiu em destaque na mansão executiva. O veterano de guerra John Skey Eustace [en] mantinha Washington informado sobre os eventos da Revolução Francesa.
No Caribe, a revolução desestabilizou a colônia francesa de São Domingos (atual Haiti), dividindo o governo entre facções realistas e revolucionárias e levando a população a exigir direitos civis para si. Aproveitando a oportunidade, os escravizados do norte de São Domingos organizaram e planejaram uma grande rebelião, que começou em 22 de agosto de 1791. A bem-sucedida Revolução Haitiana resultou no estabelecimento do segundo país independente das Américas (após dos Estados Unidos). Logo após o início da revolta, o governo de Washington, a pedido dos franceses, concordou em enviar dinheiro, armas e provisões para ajudar os colonos proprietários de escravos em São Domingos. Ao ouvirem relatos de franceses que fugiam, descrevendo os escravizados haitianos matando pessoas, muitos sulistas americanos passaram a acreditar que uma revolta bem-sucedida no Haiti levaria a uma guerra racial de grandes proporções nos Estados Unidos. A ajuda americana a São Domingos fazia parte do reembolso dos empréstimos da Guerra Revolucionária e acabou totalizando cerca de 400.000 mil dólares e 1.000 armas militares.
De 1790 a 1794, a Revolução Francesa tornou-se cada vez mais radical. Em 1792, o governo revolucionário declarou guerra a várias nações europeias, incluindo a Grã-Bretanha, dando início à Primeira Coligação. Uma onda de massacres sangrentos espalhou-se por Paris e outras cidades no final daquele verão, deixando mais de mil mortos. Em 21 de setembro de 1792, a França declarou-se uma república, e o deposto Rei Luís XVI foi guilhotinado em 21 de janeiro de 1793. Seguiu-se um período que alguns historiadores chamam de "Reinado do Terror", entre o verão de 1793 e o final de julho de 1794, durante o qual 16.594 penas de morte oficiais foram executadas contra aqueles acusados de serem inimigos da revolução. Entre os executados estavam pessoas que ajudaram os rebeldes americanos durante a Guerra Revolucionária, como o comandante naval Conde de Estaing [en]. Lafayette, nomeado comandante-chefe da Guarda Nacional após a queda da Bastilha, fugiu da França e acabou sendo capturado na Áustria, enquanto Thomas Paine, que havia ido à França para apoiar os revolucionários, foi preso em Paris [en].
Embora inicialmente a maioria dos americanos apoiasse a revolução, o debate político nos EUA sobre a natureza da revolução logo exacerbou divisões políticas preexistentes e resultou no alinhamento da elite política entre linhas pró-França e pró-Grã-Bretanha. Thomas Jefferson tornou-se o líder da facção pró-França, que celebrava os ideais republicanos da revolução. Já Alexander Hamilton, que inicialmente apoiava a revolução, passou a liderar a facção que via o movimento com ceticismo (acreditando que "liberdade absoluta levaria a uma tirania absoluta") e buscava preservar os laços comerciais existentes com a Grã-Bretanha. Quando chegou a notícia de que a França havia declarado guerra aos britânicos, os americanos se dividiram entre apoiar a França ou não. Jefferson e sua facção desejavam ajudar os franceses, enquanto Hamilton e seus seguidores apoiavam a neutralidade no conflito. Os jeffersonianos acusaram Hamilton, o vice-presidente Adams e até mesmo o presidente de serem amigos da Grã-Bretanha, monarquistas e inimigos dos valores republicanos que todos os verdadeiros americanos prezam. Já os hamiltonianos alertavam que os republicanos jeffersonianos replicariam os terrores da Revolução Francesa nos Estados Unidos, levando a um "governo da turba" semelhante à anarquia e à destruição de "toda ordem e hierarquia na sociedade e no governo".

#### Neutralidade estadunidense
Embora o presidente acreditasse que os Estados Unidos eram fracos e instáveis demais para enfrentar outra guerra com uma grande potência europeia, e desejasse evitar qualquer envolvimento estrangeiro, uma parte significativa da população estadunidense estava pronta para ajudar os franceses em sua luta por "liberdade, igualdade e fraternidade". Nos dias que se seguiram à segunda posse de Washington, o governo revolucionário da França enviou o diplomata Edmond-Charles Genêt [en], conhecido como "Cidadão Genêt", para os Estados Unidos. A missão de Genêt era angariar apoio para a causa francesa. Emitiu cartas de corso para navios americanos, permitindo que capturassem embarcações mercantes britânicas. Genêt também tentou inclinar a opinião pública a favor do envolvimento americano na guerra da França contra a Grã-Bretanha, criando uma rede de Sociedades Democrático-Republicanas em grandes cidades.
Washington ficou profundamente irritado com essa interferência subversiva, e quando Genêt permitiu que um navio de guerra patrocinado pela França zarpasse da Filadélfia, desobedecendo ordens presidenciais diretas, o presidente exigiu que a França o chamasse de volta. Naquele momento, a revolução havia tomado um rumo mais violento, e Genêt seria executado caso retornasse à França. Ele então apelou a Washington, que permitiu que ele permanecesse nos Estados Unidos, tornando-se o primeiro refugiado político a buscar asilo no país. A eficácia real de Genêt é contestada, com Forrest McDonald argumentando que "Genêt já estava praticamente obsoleto quando chegou a Charleston em 8 de abril de 1793."
Durante o episódio de Genêt, Washington, após consultar seu gabinete, emitiu uma Proclamação de Neutralidade [en] em 22 de abril de 1793. Nela, ele declarou que os Estados Unidos seriam neutros no conflito entre a Grã-Bretanha e a França. Ele também ameaçou iniciar processos legais contra qualquer americano que prestasse assistência a um dos países em guerra. Washington logo reconheceu que apoiar a Grã-Bretanha ou a França era um falso dilema. Ele decidiu não apoiar nenhum dos lados, protegendo assim os EUA, que ainda eram frágeis, de um possível dano desnecessário. A Proclamação foi formalizada em lei pelo lei de neutralidade de 1794 [en].
A Proclamação de Neutralidade de Washington gerou reações mistas do público. Aqueles que apoiavam Madison e Jefferson eram muito mais propensos a apoiar a Revolução Francesa, considerando-a uma oportunidade de alcançar liberdade de um governo tirânico. Vários comerciantes ficaram extremamente satisfeitos com a decisão do presidente de permanecer imparcial, pois acreditavam que, caso o governo tomasse partido no conflito, isso arruinaria completamente suas relações comerciais com os britânicos. Esse elemento econômico foi uma das principais razões pelas quais muitos apoiadores federalistas queriam evitar o aumento de conflitos com a Grã-Bretanha. Hamilton apoiou a Proclamação de Neutralidade, defendendo-a tanto em reuniões de gabinete quanto em jornais sob o pseudônimo "Pacificus". Ele encorajou Washington a emitir a Proclamação, enfatizando a necessidade de uma "continuação da paz, um desejo que pode ser considerado tanto universal quanto ardente".

### Relações com a Grã-Bretanha

#### Apreensões e retaliação econômica
Quando entrou em guerra contra a França, a Marinha Real Britânica começou a interceptar navios de países neutros que se dirigiam a portos franceses. A França importava grandes quantidades de alimentos dos Estados Unidos, e os britânicos esperavam derrotar os franceses por meio da fome ao interceptar esses carregamentos. Em novembro de 1793, o governo britânico ampliou essas apreensões para incluir qualquer navio neutro que estivesse comercializando com as Antilhas Francesas, mesmo aqueles que navegavam sob a bandeira americana. Até março do ano seguinte, mais de 250 navios mercantes americanos haviam sido apreendidos. Os estadunidenses começaram a organizar protestos em diversas cidades. Muitos jeffersonianos no Congresso exigiram uma declaração de guerra, mas o congressista James Madison propôs uma retaliação econômica severa, incluindo um embargo total ao comércio com a Grã-Bretanha. A situação se agravou ainda mais quando chegaram notícias de que o Governador-Geral da América do Norte Britânica, Lord Dorchester [en], havia feito um discurso inflamado incitando as tribos nativas do Território do Noroeste contra os americanos.
Em resposta a esses "ultrajes", o Congresso aprovou um embargo de 30 dias a todo o transporte marítimo, tanto estrangeiro quanto doméstico, nos portos estadunidenses. Enquanto isso, o governo britânico emitiu uma ordem em conselho [en] que parcialmente revertia os efeitos da ordem de novembro. Essa mudança de política não eliminou o movimento pela retaliação comercial, mas acalmou um pouco os ânimos. O embargo foi renovado por mais um mês, mas depois foi permitido que expirasse. Em resposta a essas atitudes mais conciliatórias da Grã-Bretanha, Washington nomeou o presidente da Suprema Corte, John Jay, como enviado especial à Grã-Bretanha para evitar a guerra. A nomeação de Jay gerou forte oposição entre os jeffersonianos. Embora tenha sido confirmada pelo Senado com ampla margem dos votos (18–8), o debate sobre a nomeação foi acirrado.

#### Tratado Jay
Jay foi instruído por Alexander Hamilton a buscar compensação pela apreensão de navios americanos e a esclarecer as regras que governavam a captura de embarcações neutras pelos britânicos. Ele também deveria insistir que os britânicos abandonassem seus postos no Noroeste. Em troca, os Estados Unidos assumiriam a responsabilidade pelas dívidas pré-Revolução devidas a comerciantes e súditos britânicos. Hamilton também pediu a Jay, se possível, para negociar um acesso limitado para navios americanos às Índias Ocidentais Britânicas. Jay e o Secretário de Estado britânico, Lord Grenville, iniciaram negociações em 30 de julho de 1794. O tratado que surgiu várias semanas depois, conhecido como o Tratado de Jay, foi, nas palavras de Jay, "justo e equilibrado". O documento garantiu vontades dos dois polos; algumas questões foram enviadas para arbitragem. Para os britânicos, os Estados Unidos mantiveram a neutralidade e se aproximaram economicamente do Reino Unido. Os americanos garantiram um tratamento favorável às importações britânicas. Em troca, os britânicos concordaram em evacuar os fortes no oeste, que já deveriam ter abandonado desde 1783. Eles também concordaram em abrir os portos das Antilhas Britânicas para pequenos navios americanos, permitir que pequenas embarcações negociassem com as Antilhas Francesas e criar uma comissão para julgar as reivindicações americanas contra a Grã-Bretanha por navios apreendidos, além das reivindicações britânicas contra americanos por dívidas incorridas antes de 1775. Como o tratado não continha concessões sobre o alistamento forçado de marinheiros nem uma declaração de direitos para marinheiros americanos, uma outra comissão foi posteriormente estabelecida para resolver essas questões e as disputas de fronteira.

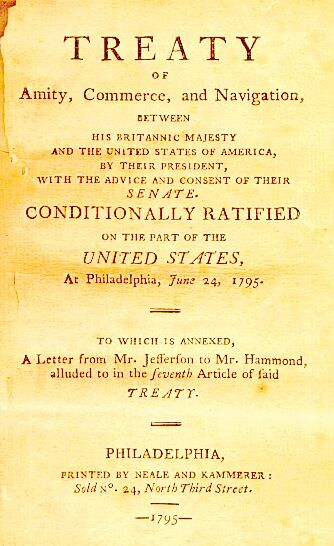
Cover of a 1795 pamphlet containing the text of the Jay Treaty

Quando o tratado chegou a Filadélfia em março de 1795, Washington — que tinha reservas quanto aos termos do tratado — manteve seu conteúdo confidencial até junho, quando uma sessão especial [en] do Senado foi convocada para dar seu parecer e consentimento. O cientista politico Peter Trubowitz escreve que, durante esses meses, Washington enfrentou "um dilema estratégico", equilibrando a geopolítica e a política interna. "Se apoiasse o tratado, arriscaria destruir seu governo frágil por conta da raiva partidária. Se engavetasse o tratado para silenciar seus detratores políticos, provavelmente haveria guerra com a Grã-Bretanha, o que poderia destruir o governo de fora para dentro." Submetido em 8 de junho, o debate sobre os 27 artigos do tratado ocorreu em segredo e durou mais de duas semanas. Os senadores republicanos, que queriam pressionar a Grã-Bretanha à beira da guerra, denunciaram o Tratado de Jay como um insulto ao prestígio americano e uma violação do tratado de 1778 com a França; Aaron Burr, de Nova York, argumentou ponto a ponto por que todo o acordo deveria ser renegociado. Em 24 de junho, o Senado aprovou o tratado por 20 votos a 10, exatamente a maioria de dois terços necessária para sua ratificação.
Embora o Senado quisesse manter o tratado em segredo até que Washington decidisse assiná-lo ou não, ele foi vazado para um editor da Filadélfia, que o publicou na íntegra em 30 de junho. Quando o público tomou conhecimento dos termos do acordo, nas palavras de Samuel Morison, "uma onda de fúria se ergueu, dizendo que Jay havia traído seu país". A reação mais negativa veio do Sul. Os agricultores sulistas, que deviam dívidas pré-Revolução aos britânicos e que agora não seriam compensados pelos escravos que fugiram para os britânicos durante a Guerra da Independência, consideraram o tratado uma grande humilhação. Como resultado, os Federalistas perderam grande parte do apoio que tinham entre os agricultores. Protestos foram organizados pelos republicanos incluíram petições, panfletos inflamados e uma série de reuniões públicas nas maiores cidades, cada uma das quais enviou um memorial ao presidente. À medida que os protestos dos opositores do tratado se intensificavam, a posição inicialmente neutra de Washington tornou-se firmemente a favor do tratado, auxiliado pela análise detalhada de Hamilton e seus inúmeros ensaios nos jornais promovendo o tratado. Os britânicos, para promover a assinatura do tratado, entregaram uma carta que revelava que Randolph havia recebido subornos dos franceses. Randolph foi forçado a renunciar ao cargo no gabinete; sua oposição ao tratado tornou-se insignificante. Em 24 de agosto, Washington assinou o tratado.
O tratado afastou a nova nação da França e aproximou-a da Grã-Bretanha. O governo francês concluiu que ele violava o tratado franco-americano de 1778 e que o governo dos EUA aceitou o acordo apesar do sentimento público esmagadoramente contrário. Isso gerou uma série de conflitos diplomáticos e políticos nos quatro anos seguintes, culminando na Quase-Guerra.

#### Piratas da Barbária
Após o fim da Guerra da Independência, os navios da Marinha Continental foram gradualmente desativados e suas tripulações dispensadas. A fragata Alliance [en], que havia disparado os últimos tiros da guerra em 1783, também foi o último navio a permanecer em serviço na Marinha. Muitos membros do Congresso Continental desejavam manter o navio em operação, mas a falta de fundos para reparos e manutenção, juntamente com a mudança nas prioridades nacionais, prevaleceram sobre o sentimentalismo. O navio foi vendido em agosto de 1785, e a marinha foi desmantelada. Por volta dessa época, navios mercantes americanos no Mediterrâneo Ocidental e no Atlântico Norte começaram a ter problemas com piratas da barbária operando a partir de portos ao longo da chamada Costa da Berbéria na África do Norte – incluindo Argel, Trípoli e Túnis. Entre 1784–85, navios piratas argelinos apreenderam dois navios americanos (Maria e Dauphin) e mantiveram suas tripulações como reféns. Thomas Jefferson, então Ministro na França, sugeriu a criação de uma força naval americana para proteger a navegação no Mediterrâneo, mas suas recomendações inicialmente não tiveram apoio, assim como as propostas posteriores de John Jay, que sugeriu a construção de cinco navios de guerra com 40 canhões cada. No final de 1786, a Marinha Portuguesa começou a bloquear a passagem de navios argelinos pelo Estreito de Gibraltar, o que ofereceu proteção temporária aos navios mercantes americanos.
A pirataria contra a navegação mercante americana não era um problema antes de 1776, quando os navios das Treze Colônias eram protegidos pelos navios de guerra britânicos e por tratados (nem foi um problema durante a revolução, já que a Marinha Francesa assumiu a responsabilidade pela proteção como parte do tratado de aliança). Apenas após os Estados Unidos conquistarem sua independência os piratas berberes começaram a capturar navios americanos e a exigir resgate ou tributo. Além disso, com o início da Revolução Francesa, a Marinha Britânica começou a interceptar navios mercantes americanos suspeitos de negociar com a França, e a França começou a fazer o mesmo com navios americanos que trocavam mercadorias com a Grã-Bretanha. Sem defesa, o governo americano podia fazer pouco para reagir. Mesmo diante desses eventos, havia grande resistência no Congresso à formação de uma força naval. Os opositores argumentavam que pagar tributo aos estados da Berbéria era uma solução melhor do que construir uma marinha, pois a construção de navios resultaria em pedidos de criação de um departamento naval e de pessoal para operá-lo. Isso levaria a mais gastos e, eventualmente, a uma "entidade autossustentável" que consumiria cada vez mais recursos. Em 1793, uma trégua negociada entre Portugal e Argel pôs fim ao bloqueio português no Estreito de Gibraltar, permitindo que os piratas berberes voltassem a navegar pelo Atlântico. Em poucos meses, eles capturaram 11 navios americanos e mais de cem marinheiros.
O acúmulo desses eventos levou Washington a solicitar ao Congresso a criação de uma marinha permanente. Após um debate acirrado, o Congresso aprovou o Ato Naval de 1974 [en] em 27 de março de 1794, autorizando a construção de seis fragatas [en] (a serem construídas por Joshua Humphreys [en]). Esses navios foram os primeiros de uma frota que mais tarde se tornaria a Marinha dos Estados Unidos atual. Logo depois, o Congresso também autorizou fundos para a obtenção de um tratado com Argel e o resgate de americanos mantidos como reféns (199 estavam vivos naquela época, incluindo alguns sobreviventes do Maria e do Dauphin). Ratificado em setembro de 1795, o custo final para a libertação dos cativos e para estabelecer a paz com Argel foi de $642.000, mais um tributo anual de $21.000. O presidente não ficou satisfeito com o acordo, mas percebeu que os EUA tinham poucas alternativas a não ser aceitá-lo. Tratados também foram firmados com Trípoli [en] em 1796 e com Túnis em 1797, cada um implicando em um pagamento anual dos EUA como tributo em troca de proteção contra ataques. A nova Marinha só seria implantada após a saída de Washington do cargo; as duas primeiras fragatas completadas foram: United States [en], lançada em 10 de maio de 1797, e Constitution, lançada em 21 de outubro de 1797.

### Relações com a Espanha

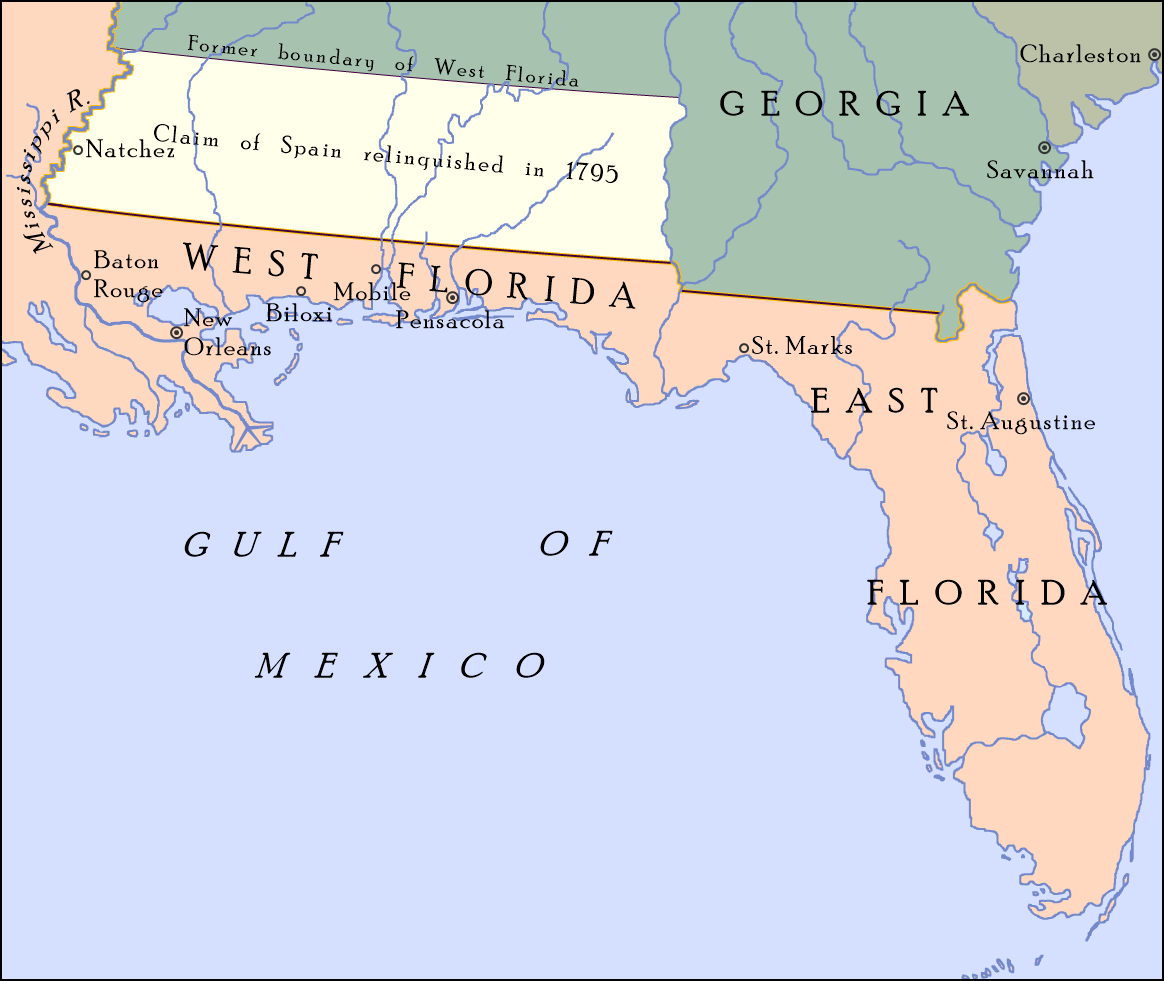
O Tratado de Madrid (em vigor desde 3 de agosto de 1796) definiu a fronteira entre os Estados Unidos e a Flórida espanhola. Com esse acordo, a Espanha renunciou à sua reivindicação de uma grande faixa de terra ao norte dessa fronteira entre as Montanhas Apalaches e o Rio Mississippi.

No final da década de 1780, a Geórgia demonstrou um grande interesse em consolidar sua reivindicação territorial a oeste dos Montes Apalaches e atender às demandas dos cidadãos para que essas terras fossem desenvolvidas. O território reivindicado pela Geórgia, chamado de "terras de Yazoo [en]", se estendia a oeste, desde os Montes Apalaches até o rio Mississippi, e incluía a maior parte dos atuais estados do Alabama e Mississippi (entre o 31° N e o 35° N). A porção sul dessa região também era reivindicada pela Espanha como parte da Flórida Espanhola. Um dos esforços da Geórgia para atingir seus objetivos na região foi um plano de 1794, desenvolvido pelo governador George Mathews [en] e pela Assembleia Geral da Geórgia. Esse plano logo se tornou um grande escândalo político, conhecido como o escândalo de terras de Yazoo [en].
Desde 1763, a Espanha controlava as terras a oeste do rio Mississippi, que consistiam na Luisiana e Nova Orleães. Durante vinte anos, entre 1763 e 1783, a Grã-Bretanha controlou as terras a leste do Mississippi, no território da Flórida Britânica, ao norte do Golfo do México. A Espanha adquiriu a porção da Flórida controlada pelos britânicos ao sul do 31° paralelo e reivindicou o restante do território – ao norte até 32° 22′ (na confluência dos rios Mississippi e Yazoo [en]). Posteriormente, a Espanha tentou conter a migração de colonos americanos para a região e atrair aqueles que já estavam lá para que se separassem dos Estados Unidos. Para esse fim, em 1784, os espanhóis fecharam Nova Orleães aos produtos americanos transportados pelo Mississippi, o único meio viável para escoar a produção de muitos colonos americanos, e começaram a vender armas às tribos nativas do Yazoo.
Após Washington emitir sua Proclamação de Neutralidade em 1793, ele ficou preocupado com a possibilidade de a Espanha — que se juntou à Grã-Bretanha naquele ano na guerra contra a França — trabalhar em conjunto com os britânicos para incitar uma insurreição em Yazoo contra os Estados Unidos , utilizando a abertura do comércio no Mississippi como incentivo. Contudo, em meados de 1794, a Espanha tentava se desvincular de sua aliança com a Grã-Bretanha e restaurar a paz com a França. Quando o primeiro-ministro espanhol, Manuel de Godoy, soube da missão de John Jay em Londres, ficou preocupado que as negociações resultassem em uma aliança anglo-americana e numa invasão das possessões espanholas na América do Norte. Percebendo a necessidade de um acordo, Godoy solicitou ao governo dos EUA o envio de um representante com poderes para negociar um novo tratado; Washington enviou Thomas Pinckney para a Espanha em junho de 1795.
Onze meses após a assinatura do Tratado de Jay, os Estados Unidos e a Espanha firmaram o Tratado de San Lorenzo, também conhecido como Tratado de Madrid. Assinado em 27 de outubro de 1795, o tratado estabeleceu intenções de paz e amizade entre os EUA e a Espanha, definiu a fronteira sul dos EUA com as colônias espanholas da Flórida Oriental e Flórida Ocidental, com a Espanha renunciando à porção da Flórida Ocidental ao norte do 31º paralelo, e estabeleceu a fronteira oeste dos EUA ao longo do rio Mississippi, desde o norte dos EUA até o 31º paralelo.
Talvez o mais importante foi que o Tratado de Madrid garantiu a ambos os navios espanhóis e americanos direitos irrestritos de navegação ao longo de todo o rio Mississippi, além de isenção de tarifas para o transporte de navios americanos pelo porto espanhol de Nova Orleans, abrindo grande parte da bacia do Rio Ohio para assentamento e comércio. Produtos agrícolas agora podiam ser transportados em barcos pelo rio Ohio até o Mississippi e, de lá, para Nova Orleans. De lá, as mercadorias poderiam ser enviadas para todo o mundo. A Espanha e os Estados Unidos também concordaram em proteger os navios de uma parte dentro de suas jurisdições e em não deter ou embargar os cidadãos ou embarcações da outra.
O tratado também anulou garantias espanholas de apoio militar que autoridades coloniais haviam feito a comunidades nativas nas regiões em disputa, enfraquecendo muito a capacidade dessas comunidades de resistir à invasão de suas terras. O tratado representou uma grande vitória para a administração de Washington e apaziguou muitos dos críticos do Tratado de Jay. Além disso, ele permitiu e incentivou os colonos americanos a continuarem seu movimento para o oeste, tornando as áreas de fronteira mais atrativas e lucrativas. A região à qual a Espanha renunciou sua reivindicação através do tratado foi organizada pelo Congresso como o Território do Mississippi em 7 de abril de 1798.

## Residências presidenciais e passeios

### Residências
A esposa de Washington, Martha, administrava a residência presidencial na capital federal, além de supervisionar os assuntos em Mount Vernon. Frequentemente referida como "Lady Washington" (o termo "Primeira-dama" só se tornou amplamente utilizado a partir de meados do século XIX), ela também organizava salões públicos semanais, onde se encontrava com dignitários visitantes, membros do Congresso e cidadãos da comunidade local. Essas recepções fizeram de Martha, como Abigail Adams escreveu, "o objeto de veneração e respeito".
Martha também coordenava as "levees" semanais para o presidente. Criadas para proporcionar ao público acesso ao presidente e projetar uma imagem pública digna da presidência, essas recepções também geraram críticas. Jornais de oposição as ridicularizavam como monárquicas e esbanjadoras. No entanto, as reuniões tornaram-se um marco na cena social da capital e continuaram ao longo de toda a presidência de Washington. Washington e sua família viveram em três mansões executivas durante sua presidência:
| Residência e localização | Residência e localização                                       | Período de ocupação                            | Notas |
| ------------------------ | -------------------------------------------------------------- | ---------------------------------------------- | --- |
|                          | Casa Samuel Osgood 3 Cherry Street Nova Iorque, Nova Iorque    | 23 de abril de 1789 – 23 de fevereiro de 1790  | O Congresso alugou a casa de Samuel Osgood por um valor de 845 dólares por ano. |
|                          | Casa Alexander Macomb 39–41 Broadway Nova Iorque, Nova Iorque  | 23 de fevereiro de 1790 – 30 de agosto de 1790 | A "primeira família" mudou-se para esta casa maior e mais convenientemente localizada quando Elénor-François-Elie, conde de Moustier retornou à França.                                     |
|                          | Casa Presidencial 524–30 Market Street Filadélfia, Pensilvânia | 27 de novembro de 1790 – 10 de março de 1797   | Washington trouxe nove de seus numerosos escravos para Filadélfia, contornando as emendas de 1788 à lei de Abolição Gradual da Pensilvânia, rotacionando-os entre a capital e Mount Vernon. |

### Passeios
Washington viajou por diversas regiões do país, além de encontrar "pessoas bem informadas, que pudessem lhe fornecer informações e conselhos úteis sobre assuntos políticos".
Como ele mesmo era do Sul, Washington decidiu visitar primeiro os estados do Norte. Após o Congresso entrar em recesso em setembro de 1789, Washington viajou para a Nova Inglaterra, fazendo sua primeira parada em New Haven, em Connecticut. Washington então seguiu para Boston, onde foi recebido por uma grande multidão de populares. De Boston, Washington viajou para o norte, parando em Marblehead e Salem, ambas em Massachusetts. Cerca de uma semana após chegar a Boston, ele seguiu para o norte, até Portsmouth, e retornou a Nova Iorque, passando por Waltham e Lexington. A viagem foi um sucesso, servindo para consolidar sua popularidade e melhorar sua saúde. Durante sua estadia na Nova Inglaterra, Washington inspecionou possíveis locais para a construção de estradas e canais e observou fábricas de tecidos. Após Rhode Island ratificar a Constituição em 1790, Washington prontamente realizou outra viagem para visitá-la. Juntamente com Thomas Jefferson e o governador de Nova Iorque George Clinton, ele fez sua primeira parada em Newport, Rhode Island, e depois viajou para Providence.
No ano de 1791, Washington realizou uma viagem pelo Sul, em grande parte para promover a unidade nacional em meio ao alvoroço gerado pelo plano econômico de Alexander Hamilton e a questão da escravidão. A viagem começou em 20 de março de 1791, quando Washington e um pequeno grupo de auxiliares começaram a navegar pelo Rio Servern [en]. Após enfrentar uma grande tempestade, eles chegaram a Annapolis. De Annapolis, seguiram para Mount Vernon, e de lá para Colchester [en], e então para Richmond, todas em Virgínia. Após sair de Richmond, seguiram para Petersburg, e posteriormente para Greensville. Deixaram a Virgínia e seguiram para o Condado de Craven, e depois para New Bern, na Carolina do Norte. A última parada do grupo na Carolina do Norte foi em Wilmington, e de lá seguiram para Georgetown, e posteriormente para Charleston. 
Washington nunca havia viajado ao sul da Carolina do Norte antes de 1791 e foi calorosamente recebido em Charleston. Após o passeio na Carolina do Sul, Washington e seu grupo chegaram à Geórgia, visitando (entre outras localidades) Augusta. No final de maio, o grupo iniciou a viagem de retorno, parando em muitos locais de batalhas da Guerra Revolucionária e na comunidade Morávia de Salem, Carolina do Norte. Em 11 de junho de 1791, eles chegaram de volta a Mount Vernon. A viagem ao Sul de Washington também incluiu duas paradas no local da capital do país para negociar a compra de terras e inspecionar o local.

## Estados que aderiram à União
Quando o governo federal começou a funcionar sob a nova forma de governo na primavera de 1789, dois estados – Carolina do Norte e Rhode Island –ainda não faziam parte da União, pois nenhum deles havia ratificado a Constituição. Ambos ratificaram a Constituição enquanto Washington estava no cargo, assim, aderindo à União: a Carolina do Norte, em 21 de novembro de 1789; e Rhode Island, em 29 de maio de 1790. Enquanto a Carolina do Norte aderiu à União por iniciativa própria, Rhode Island só o fez depois que o governo federal ameaçou romper as relações comerciais.
Três novos estados foram admitidos à União [en] (cada um em igualdade de condições [en] com os estados existentes) enquanto Washington estava no cargo: Vermont, em 4 de março de 1791; Kentucky, em 1º de junho de 1792; e Tennessee, em 1º de junho de 1796.

## Discurso de despedida e eleição de 1796

### Discurso de despedida

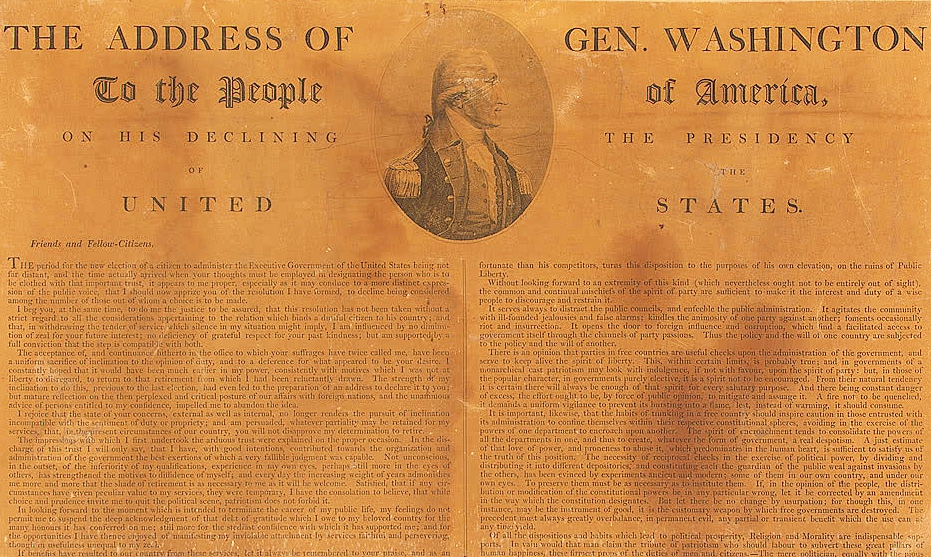
Washington's Farewell Address

Quando seu segundo mandato entrou no último ano, em 1796, Washington estava exausto de anos de serviço público. Embora ele ainda mantivesse uma excelente saúde mental, sua condição física havia começado a declinar. Também sentia-se incomodado pelos constantes ataques da imprensa Democrata-Republicana, que haviam se intensificado após a assinatura do Tratado de Jay. Talvez mais importante, Washington acreditava que havia alcançado seus principais objetivos como presidente. A nação tinha uma economia estável, um controle firme sobre seus territórios ocidentais e relações pacíficas com as potências estrangeiras. Contra a vontade da maioria dos Federalistas, que esperavam que o presidente buscasse a reeleição, Washington decidiu, ainda no início de 1796, que se retiraria, a menos que fosse compelido a concorrer por uma emergência nacional. Ele adiou o anúncio formal até mais tarde naquele ano, mas começou a elaborar seu discurso de despedida.
Assim como ocorreu com sua decisão de renuncia à sua comissão militar [en] em 1783, a decisão de Washington de renunciar ao seu poder político voluntariamente foi uma decisão importante, pois líderes nacionais dessa época no mundo ocidental raramente abriam mão de seus títulos de forma voluntária. Ao fazer o anúncio e depois segui-lo à risca, Washington estabeleceu um precedente para a transferência democrática de poder executivo. Sua saída do cargo após dois mandatos estabeleceu um padrão seguido pelos presidentes subsequentes dos EUA.
No ano de 1792, quando Washington considerou se aposentar após um mandato, ele recorreu a James Madison para ajudar a compor um "discurso de despedida" ao público. Agora, quatro anos depois, ele buscou a orientação de Alexander Hamilton. Ao longo de vários meses, Hamilton e o presidente colaboraram na forma e redação do discurso. Um dos rascunhos de Hamilton continha críticas duras aos jornais e à imprensa da época, algo que posteriormente não foi incluído na versão final da carta. O produto final, escreveu a biógrafa de Hamilton, Marie Hecht, "foi um verdadeiro casamento de mentes, o ápice da amizade e do entendimento entre os dois homens." A maioria dos historiadores acredita que, embora a linguagem seja principalmente de Hamilton, as ideias são essencialmente de Washington. O discurso foi publicado em 19 de setembro de 1796 no American Daily Advertiser, de David Claypoole. Imediatamente foi reimpresso em jornais e em panfletos em todo o país.
Washington deixa claro logo no início que não concorreria a um terceiro mandato, agradecendo a seus concidadãos pela oportunidade de servir como presidente. Ele então escreve sobre a preservação da União, o núcleo da nacionalidade americana, que, junto com a Constituição, une todos os americanos e proporciona bem-estar popular. Preocupado com os obstáculos e perigos potenciais que a nação enfrentaria, Washington insta o povo a valorizar e proteger o sistema republicano de governo arduamente conquistado, apesar das muitas diferenças existentes.

### Eleição de 1796
O anúncio de Washington, em 19 de setembro de 1796, de que não seria candidato a um terceiro mandato foi, nas palavras do congressista Fisher Ames, "um sinal, como o estalar de um chicote, para que os corredores partidários começassem a corrida." Durante as dez semanas seguintes, partidários de ambas as facções se mobilizaram rapidamente em um esforço intenso e concentrado para influenciar o resultado da votação eleitoral. Assim como nas duas eleições presidenciais anteriores, não foram indicados candidatos para os eleitores escolherem em 1796. A Constituição previa a seleção de eleitores que, posteriormente, elegeriam um presidente. O claro favorito dos Democratas-Republicanos era Thomas Jefferson, embora ele estivesse muito relutante em concorrer. John Adams era a escolha da grande maioria dos Federalistas.
Os Democratas-Republicanos no Congresso realizaram um caucus de nomeação congressional [en] e indicaram Jefferson e Aaron Burr como seus candidatos à presidência. Jefferson inicialmente recusou a indicação, mas concordou em concorrer algumas semanas depois. Os membros Federalistas do Congresso realizaram um caucus informal de nomeação e indicaram Adams e Thomas Pinckney como seus candidatos presidenciais. A campanha foi, em sua maior parte, desorganizada e esporádica, limitada a ataques em jornais, panfletos e comícios políticos; dos quatro concorrentes, apenas Burr fez campanha ativamente.
No início de novembro, o embaixador da França nos EUA, Pierre Adet, se envolveu no debate político em favor de Jefferson, publicando declarações destinadas a despertar o sentimento anti-britânico e deixar a impressão de que uma vitória de Jefferson resultaria em uma melhora nas relações com a França. Então, no final da campanha, Alexander Hamilton, desejando "um presidente mais submisso do que Adams", manobrou para inclinar a eleição em favor de Pinckney. Ele pressionou os eleitores Federalistas da Carolina do Sul, comprometidos a votar no 'filho favorito [en]' Pinckney, a dispersar seus segundos votos entre candidatos que não fossem Adams. O plano de Hamilton foi frustrado quando vários eleitores da Nova Inglaterra tomaram conhecimento, se reuniram e concordaram em não votar em Pinckney.
Os votos eleitorais foram contados durante uma Sessão Conjunta do Congresso em 8 de fevereiro de 1797; Adams venceu a presidência por uma margem estreita, obtendo 71 votos eleitorais contra 68 para Jefferson (que se tornou o vice-presidente). O restante dos votos do Colégio Eleitoral foi distribuído entre: Thomas Pinckney (59), Aaron Burr (30), Samuel Adams (15), Oliver Ellsworth (11), George Clinton (7), John Jay (5), James Iredell (3), John Henry [en] (2), Samuel Johnston [en] (2), George Washington (2) e C. C. Pinckney (1).

## Avaliação histórica

Retrato de Washington por Gilbert Stuart

A presidência de George Washington geralmente é vista como uma das mais bem-sucedidas, e ele é frequentemente considerado um dos três maiores presidentes americanos de todos os tempos. Quando historiadores começaram a classificar os presidentes no ano de 1948, Washington ficou em segundo lugar na pesquisa de Arthur M. Schlesinger Sr. [en]. e foi posteriormente classificado em 3º lugar na pesquisa Riders-McIver (1996), 2º na pesquisa de 2017 pela emissora televisiva C-SPAN, e 3º na pesquisa de 2024 da Associação Estadunidense de Ciência Política [en].
Mais de 900 livros já foram escritos sobre Washington.[carece de fontes?] Forrest McDonald concluiu que "George Washington foi indispensável, mas apenas pelo que ele era, não pelo que ele fez. Ele foi o símbolo da presidência [mas]... Washington fez pouco por conta própria, frequentemente se opôs às melhores medidas de seus subordinados, e assumiu crédito por conquistas nas quais não teve participação." Por outro lado, em seu artigo sobre Washington, Stephen Knott escreveu: "Literalmente o 'Pai da Nação', Washington praticamente criou um novo governo—moldando suas instituições, cargos e práticas políticas... As conquistas profundas de Washington construíram as bases de um governo nacional poderoso que sobreviveu por mais de dois séculos." Knott acrescenta que os historiadores geralmente consideram a incapacidade de Washington em evitar o início de acirradas disputas partidárias como seu maior fracasso. Ron Chernow considera a presidência de Washington como "simplesmente impressionante", escrevendo:
Ele restaurou o crédito americano e assumiu a dívida estadual; criou um banco, uma casa da moeda, um serviço costeiro, um serviço alfandegário e um corpo diplomático; introduziu os primeiros procedimentos contábeis, fiscais e orçamentários; manteve a paz interna e externa; inaugurou uma marinha, fortaleceu o exército e consolidou as defesas costeiras e a infraestrutura; provou que o país poderia regular o comércio e negociar tratados obrigatórios; protegeu colonos fronteiriços, reprimiu levantes indígenas e estabeleceu a lei e a ordem em meio a rebeliões, aderindo escrupulosamente ao espírito da Constituição... Mas, acima de tudo, ele mostrou a um mundo incrédulo que um governo republicano poderia prosperar sem ser impotente ou desordenado, ou sem retornar ao governo autoritário.

### Política externa
- DeConde, Alexander. "Washington's Farewell, the French Alliance, and the Election of 1796." Mississippi Valley Historical Review 43.4 (1957): 641–658. online
- Estes, Todd. "The Art of Presidential Leadership: George Washington and the Jay Treaty" Virginia Magazine of History and Biography 2001 109(2): 127–158. ISSN 0042-6636 Fulltext online at Ebsco.
- Estes, Todd.  The Jay Treaty Debate, Public Opinion, and the Evolution of Early American Political Culture. (2006)
- Harper, John Lamberton.  American Machiavelli: Alexander Hamilton and the Origins of U.S. Foreign Policy. (2004)
- Lang, Daniel C. Foreign Policy in the Early Republic: The Law of Nations and the Balance of Power (1986)
- McCoy, Drew R. "Republicanism and American Foreign Policy: James Madison and the Political Economy of Commercial Discrimination, 1789 to 1794." William and Mary Quarterly (1974): 633–646. online
- Reuter, Frank T.  Trials and Triumphs: George Washington's Foreign Policy (1982)
- Smith, Robert W.  Keeping the Republic: Ideology and Early American Diplomacy. (2004)